# Liste der Biografien/Karl
Liste der Biografien |
Portal Biografien |
Personensuche
# |
A |
B |
C |
D |
E |
F |
G |
H |
I |
J |
K |
L |
M |
N |
O |
P |
Q |
R |
S |
T |
U |
V |
W |
X |
Y |
Z |
?
 
Ka |
Kb |
Kc |
Kd |
Ke |
Kf |
Kg |
Kh |
Ki |
Kj |
Kl |
Km |
Kn |
Ko |
Kp |
Kr |
Ks |
Kt |
Ku |
Kv |
Kw |
Ky |
Kx |
Kz
 
Kaa–Kag |
Kah |
Kai |
Kaj |
Kak |
Kal |
Kam |
Kan |
Kao |
Kap |
Kar |
Kas |
Kat |
Kau |
Kav |
Kaw |
Kay |
Kaz
 
Kara |
Karb |
Karc |
Kard |
Kare |
Karf |
Karg |
Karh |
Kari |
Karj |
Kark |
Karl |
Karm |
Karn |
Karo |
Karp |
Karr |
Kars |
Kart |
Karu |
Karv |
Karw |
Kary |
Karz
Die Liste der Biografien führt alle Personen auf, die in der deutschsprachigen Wikipedia einen Artikel haben. Dieses ist eine Teilliste mit 521 Einträgen von Personen, deren Namen mit den Buchstaben „Karl“ beginnt.

## Karl
- Karl († 863), König von Burgund
- Karl (953–991), jüngerer Sohn des Königs Ludwig IV. von Frankreich
- Karl (1298–1328), Herzog von Kalabrien
- Karl († 1364), Herzog von Bretagne, Graf von Penthièvre, Graf von Goëllo, Vizegraf von Limoges
- Karl (1534–1561), Fürst von Anhalt
- Karl (1550–1616), Fürst von Arenberg, Offizier und Diplomat in spanischen Diensten
- Karl (1588–1634), Graf von Hohenzollern-Haigerloch
- Karl (1649–1711), Landgraf von Hessen-Wanfried
- Karl (1654–1730), Landgraf von Hessen-KasselKarl (1654–1730)

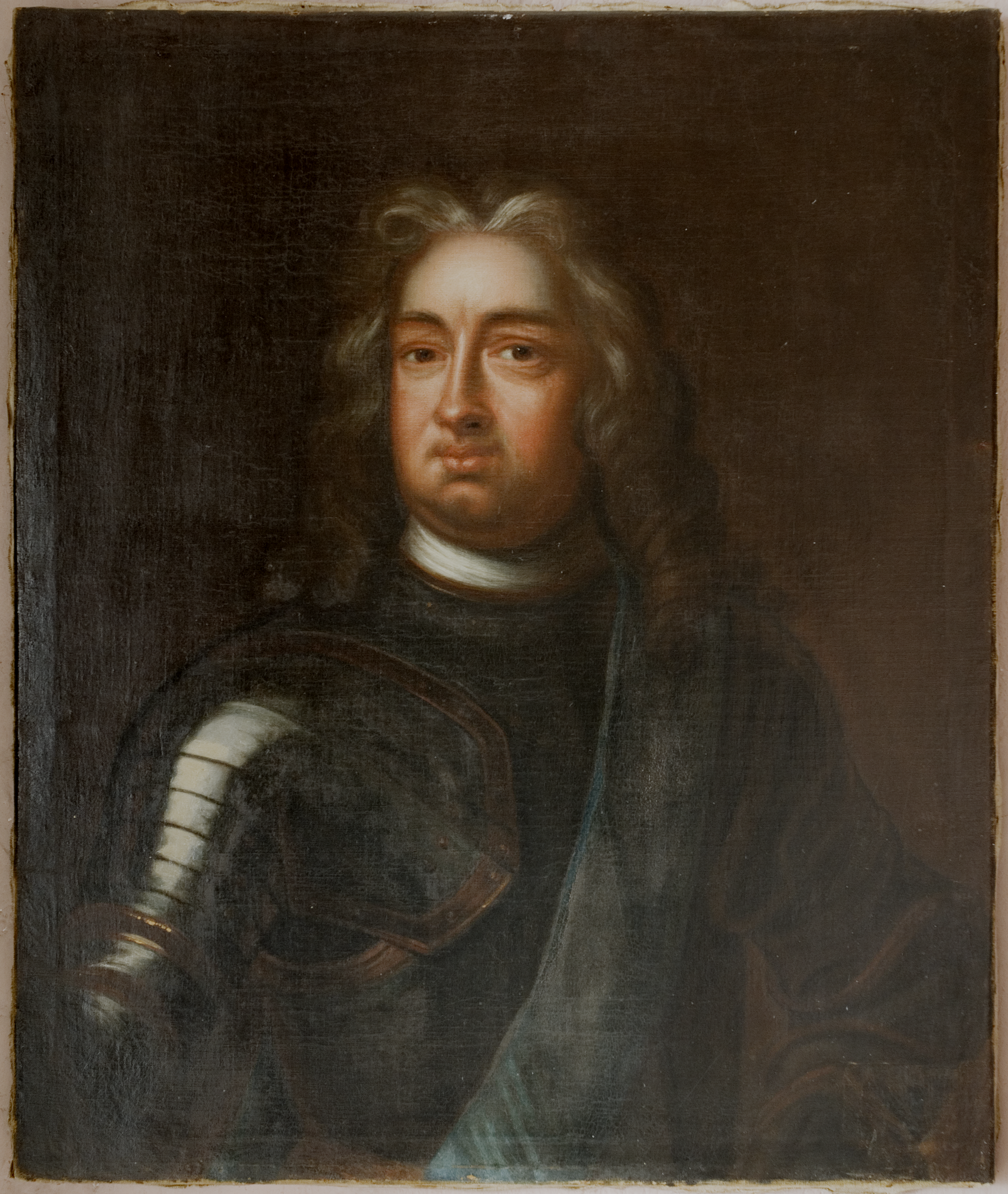
Karl (1654–1730)

- Karl (1680–1702), Generalmajor in der Hessen-kasselschen Armee
- Karl (1682–1745), deutscher Fürst
- Karl (1712–1775), deutscher Fürst aus der Linie von Nassau-Usingen
- Karl (1754–1782), Herzog von Sachsen-Meiningen
- Karl (1784–1854), Landgraf von Hessen-Philippsthal-Barchfeld
- Karl (1785–1853), Fürst von Hohenzollern-Sigmaringen
- Karl (1813–1878), Herzog von Schleswig-Holstein-Sonderburg-Glücksburg
- Karl (1823–1891), König von Württemberg
- Karl (1887–1922), letzter Kaiser von Österreich und König von UngarnKarl (1887–1922)

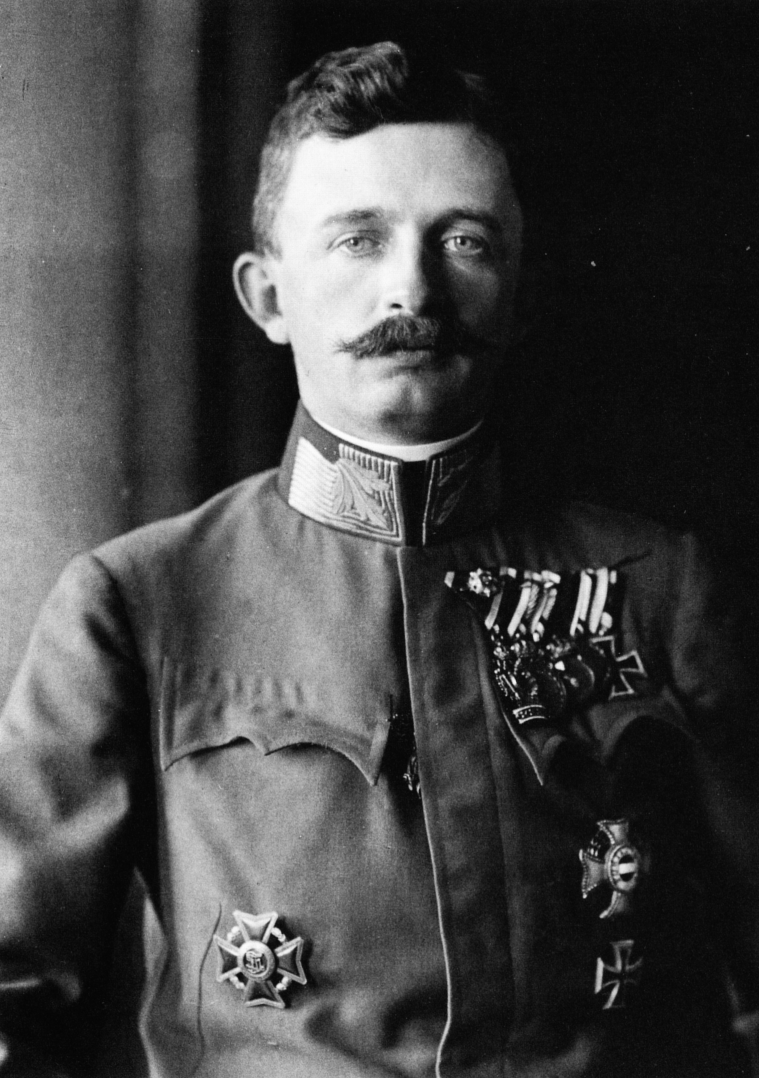
Karl (1887–1922)

#### Karl A
- Karl Albert (1798–1849), König von Sardinien und Herzog von Savoyen
- Karl Albrecht (1743–1787), Reichsgraf von Ortenburg
- Karl Albrecht I. (1719–1793), Reichsfürst
- Karl Albrecht II. (1742–1796), Fürst der Standesherrschaft Hohenlohe-Waldenburg-Schillingsfürst
- Karl Albrecht III. zu Hohenlohe-Waldenburg-Schillingsfürst (1776–1843), Fürst der Standesherrschaft Hohenlohe-Waldenburg-Schillingsfürst
- Karl Alexander von Lothringen (1712–1780), Hochmeister des Deutschen Ordens, Generalfeldmarschall und Gouverneur der Niederlande
- Karl Alfred von Liechtenstein (1910–1985), liechtensteinischer Adeliger, Prinz von Liechtenstein
- Karl Aloys von und zu Liechtenstein (1878–1955), kaiserlich-königlicher Rittmeister, provisorischer Landesverweser des Fürstentums Liechtenstein
- Karl Amadeus von Savoyen (1624–1652), französischer Herzog aus dem Haus Savoyen
- Karl Ambrosius von Österreich-Este (1785–1809), Erzbischof von Gran
- Karl Anton (1811–1885), letzter Fürst des hohenzollerschen Stammlandes
- Karl Anton von Hohenzollern (1868–1919), Prinz von Hohenzollern
- Karl August (1685–1753), Fürst von Nassau-Weilburg
- Karl August Christian zu Mecklenburg (1782–1833), Herzog zu Mecklenburg, russischer General
- Karl August Friedrich (1704–1763), Fürst von Waldeck-Pyrmont (1728–1763)
- Karl August von Baden-Durlach (1712–1786), Markgraf von Baden-Durlach
- Karl August von Bretzenheim (1768–1823), erster Reichsfürst von Bretzenheim
- Karl August von Sachsen-Weimar-Eisenach (1844–1894), Erbgroßherzog von Sachsen-Weimar-Eisenach und Herzog zu Sachsen
- Karl August von Schleswig-Holstein-Gottorf (1706–1727), protestantischer Fürstbischof des Hochstifts Lübeck und Bräutigam der Zarin Elisabeth von Russland

#### Karl B
- Karl Bernhard (1657–1678), kaiserlicher Oberstleutnant, Prinz von Baden
- Karl Bernhard von Sachsen-Weimar-Eisenach (1792–1862), Prinz von Sachsen-Weimar-Eisenach und Herzog zu Sachsen sowie Reiseschriftsteller und Mathematiker
- Karl Borwin zu Mecklenburg (1888–1908), Mitglied des großherzoglichen Hauses Mecklenburg-Strelitz

#### Karl C
- Karl Christian (1735–1788), Fürst von Nassau-Weilburg (1753–1788)
- Karl Christian Erdmann (1716–1792), Herzog von Württemberg-Oels
- Karl Christoph (1545–1569), Herzog von Münsterberg sowie Graf von Glatz

#### Karl D
- Karl das Kind († 866), zweiter Sohn von Karl II.
- Karl der Große († 814), König der Franken, römischer KaiserKarl der Große († 814)

Karl der Große († 814)

- Karl der Jüngere († 811), zweiter Sohn von Karl dem Großen
- Karl der Kahle (823–877), westfränkischer König (843–877) und Kaiser (875–877)
- Karl der Kühne (1433–1477), letzter Herzog von BurgundKarl der Kühne (1433–1477)

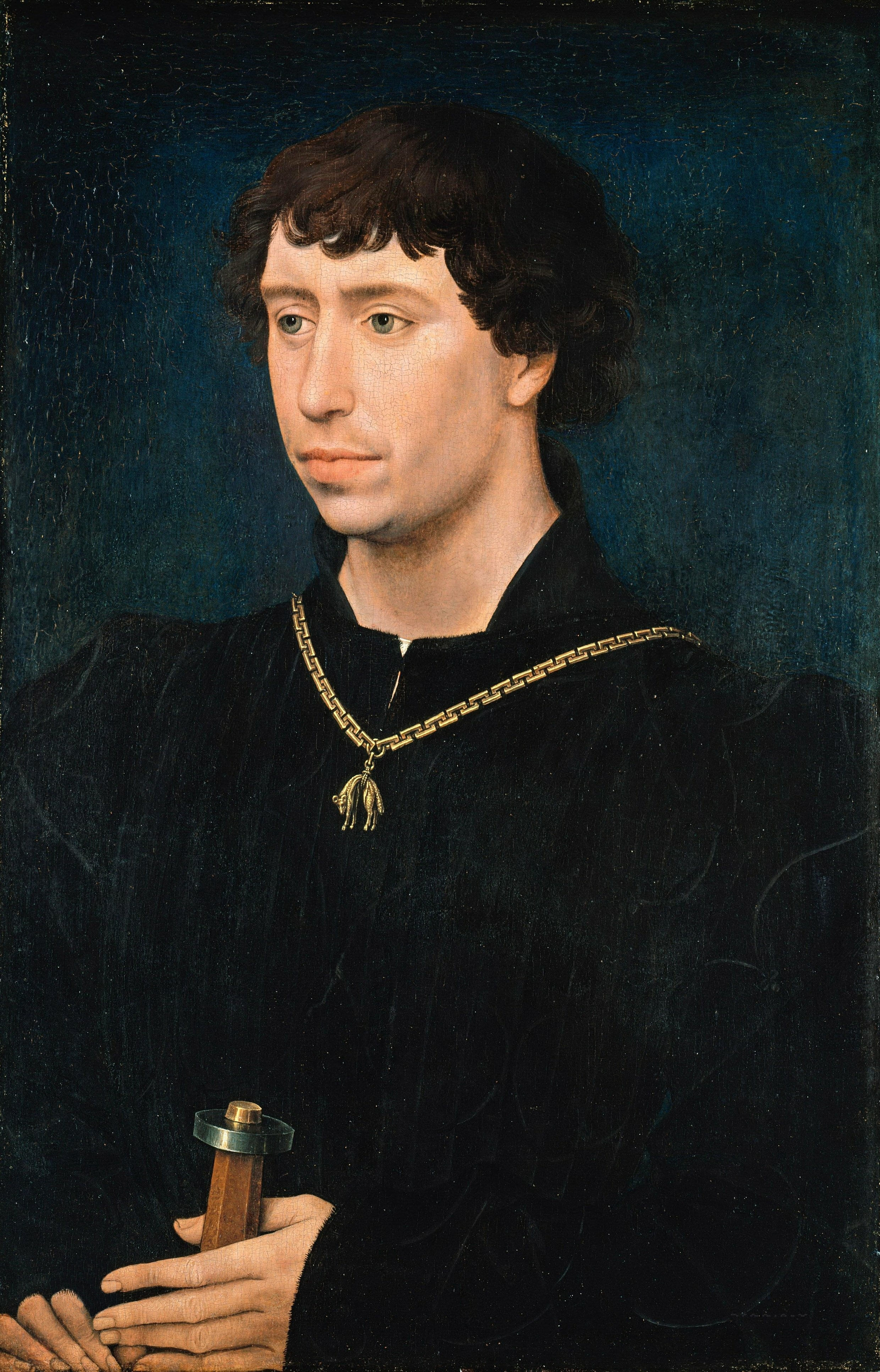
Karl der Kühne (1433–1477)

#### Karl E
- Karl Egon Eugen (1665–1702), kaiserlicher Feldmarschall-Leutnant
- Karl Emanuel (1746–1812), Landgraf von Hessen-Rotenburg (1778–1812)
- Karl Emanuel I. (1562–1630), Herzog von Savoyen
- Karl Emanuel II. (1634–1675), Herzog von Savoyen
- Karl Emanuel III. (1701–1773), König von Sardinien-Piemont und Herzog von Savoyen
- Karl Emanuel IV. (1751–1819), König von Sardinien-Piemont
- Karl Emanuel von Savoyen-Carignan (1770–1800), Fürst von Carignan
- Karl Emil von Brandenburg (1655–1674), Sohn des Großen Kurfürsten
- Karl Eugen (1633–1681), Herzog von Arenberg und Aarschot
- Karl Eusebius (1611–1684), Fürst von Liechtenstein

#### Karl F
- Karl Faltermeier, Eva (* 1983), deutsche Kabarettistin, Autorin und Journalistin
- Karl Felix (1765–1831), König von Sardinien-Piemont und Herzog von Savoyen
- Karl Ferdinand von Österreich (1818–1874), Erzherzog von Österreich-Teschen, General in Mähren und Schlesien
- Karl Filip von Schweden (1601–1622), schwedischer Prinz und Herzog von Södermanland, Närke und Värmland
- Karl Franz Rudolph von Liechtenstein (1790–1865), k.u.k. General der Kavallerie und Ritter des Ordens vom Goldenen Vlies
- Karl Friedrich (1668–1721), Fürst von Anhalt-Bernburg
- Karl Friedrich (1700–1739), Herzog von Schleswig-Holstein-Gottorp
- Karl Friedrich (1712–1743), Herzog von Sachsen-Meiningen
- Karl Friedrich (1714–1744), Reichsfürst zu Fürstenberg
- Karl Friedrich (1724–1785), Fürst von Hohenzollern-Sigmaringen
- Karl Friedrich (1728–1811), Markgraf von Baden; Kurfürst von Baden; Großherzog von BadenKarl Friedrich (1728–1811)

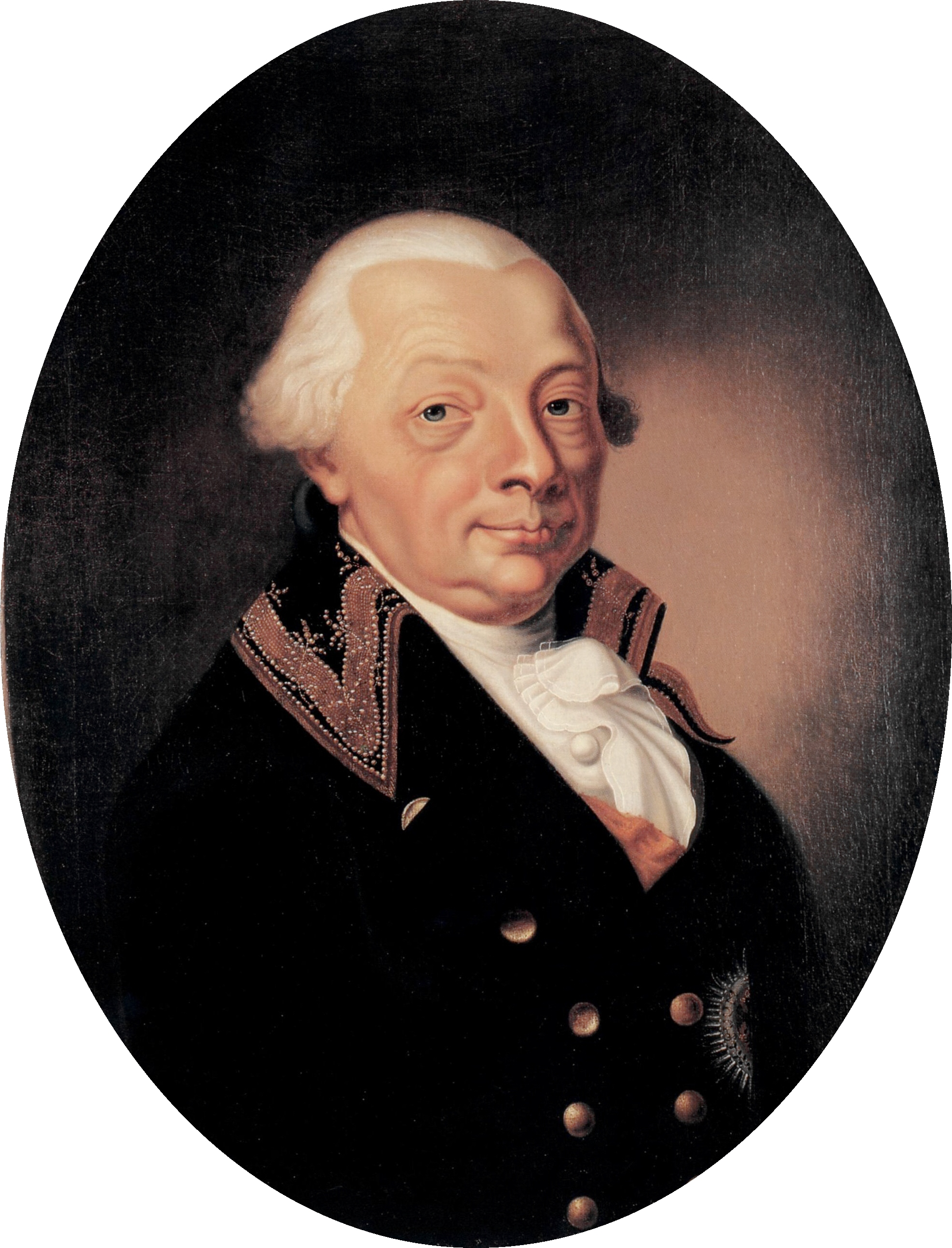
Karl Friedrich (1728–1811)

- Karl Friedrich Albrecht von Brandenburg-Schwedt (1705–1762), Prinz von Preußen, nichtregierender Markgraf von Brandenburg-Schwedt
- Karl Friedrich I. (1593–1647), Herzog von Oels (1617–1647); Herzog von Bernstadt (1639–1647); Graf von Glatz
- Karl Friedrich II. (1690–1761), Herzog von Württemberg-Oels
- Karl Friedrich von Jülich-Kleve-Berg (1555–1575), Thronanwärter von Jülich-Kleve-Berg

#### Karl G
- Karl Garðarsson (* 1960), isländischer Politiker (Fortschrittspartei)
- Karl Gauti Hjaltason (* 1959), isländischer Politiker (Zentrumspartei)
- Karl Georg Lebrecht (1730–1789), deutscher Adliger, Fürst von Anhalt-Köthen
- Karl Günther (1576–1630), Graf von Schwarzburg-Rudolstadt
- Karl Günther (1830–1909), deutscher Fürst
- Karl Gustav von Baden-Durlach (1648–1703), deutscher General, Markgraf von Baden-Durlach

#### Karl I
- Karl I. († 1230), Bischof von Seckau
- Karl I. († 1127), Graf von Flandern
- Karl I. (1227–1285), König von SizilienKarl I. (1227–1285)

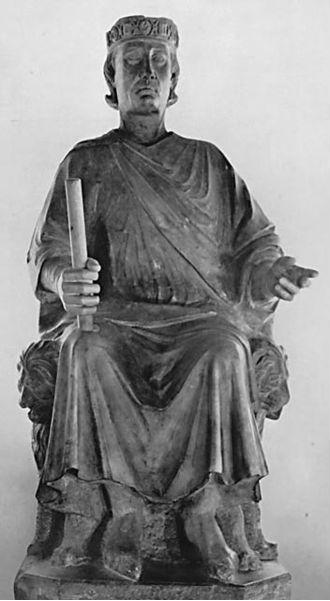
Karl I. (1227–1285)

- Karl I. (1270–1325), Regent von Frankreich, Titularkönig von Aragon und Valencia, Graf von Barcelona
- Karl I. (1288–1342), König von Ungarn
- Karl I. (1364–1431), Herzog von Oberlothringen
- Karl I. (1414–1464), Graf von Nevers und Rethel
- Karl I. (1427–1475), Markgraf von Baden
- Karl I. (1468–1490), Herzog von Savoyen
- Karl I. (1476–1536), Herzog von Münsterberg und Herzog von Oels sowie Graf von Glatz. Landeshauptmann von Böhmen und Schlesien
- Karl I. (1516–1576), Graf von Hohenzollern und Haigerloch
- Karl I. (1540–1610), Herzog zu Mecklenburg
- Karl I. (1560–1600), Pfalzgraf und Herzog von Pfalz-Zweibrücken-Birkenfeld
- Karl I. (1569–1627), Fürst von Liechtenstein
- Karl I. (1600–1649), König von Großbritannien und Irland (1625–1649)Karl I. (1600–1649)

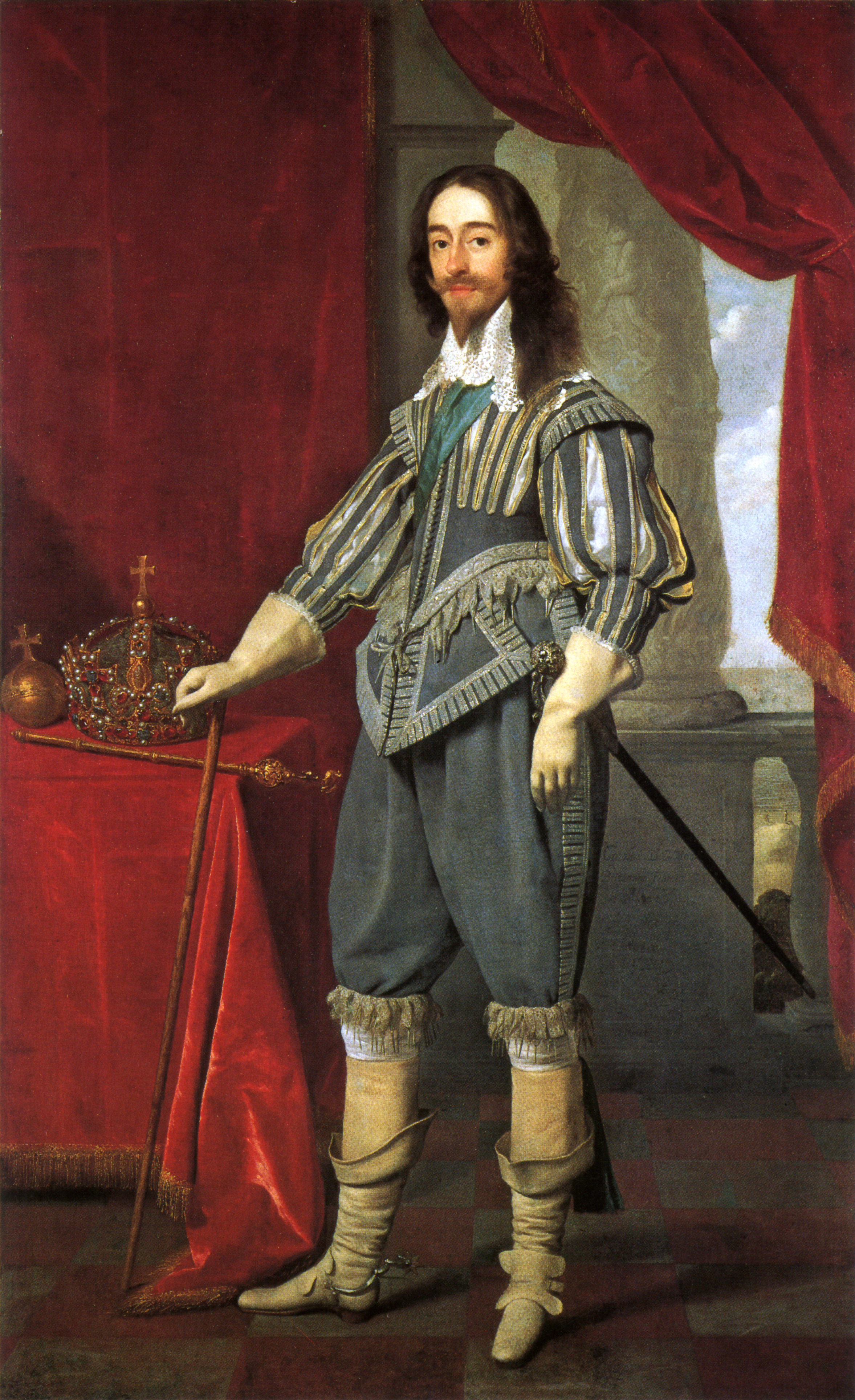
Karl I. (1600–1649)

- Karl I. (1682–1770), Landgraf von Hessen-Philippsthal
- Karl I. (1713–1780), Herzog von Braunschweig-Wolfenbüttel
- Karl I. (1839–1914), Fürst und König von Rumänien
- Karl I. (1863–1908), König von Portugal
- Karl I. Ludwig (1617–1680), Kurfürst von der Pfalz
- Karl II. (1254–1309), König von Neapel, Titularkönig von Jerusalem und Fürst von Salerno
- Karl II. († 1346), Graf von Alençon und Le Perche
- Karl II. (1332–1387), Graf von Évreux (ab 1343) und König von Navarra (ab 1349)
- Karl II. (1489–1496), Herzog von Savoyen
- Karl II. (1529–1577), Markgraf von Baden-Durlach
- Karl II. (1540–1590), Erzherzog von Innerösterreich
- Karl II. (1545–1617), Herzog von Oels (1565–1617); Herzog von Bernstadt (1604–1617); Graf von Glatz
- Karl II. (1547–1606), Graf von Hohenzollern-Sigmaringen
- Karl II. (1630–1685), König von England, Schottland und Irland
- Karl II. (1651–1685), Kurfürst von der Pfalz
- Karl II. (1661–1700), König von SpanienKarl II. (1661–1700)

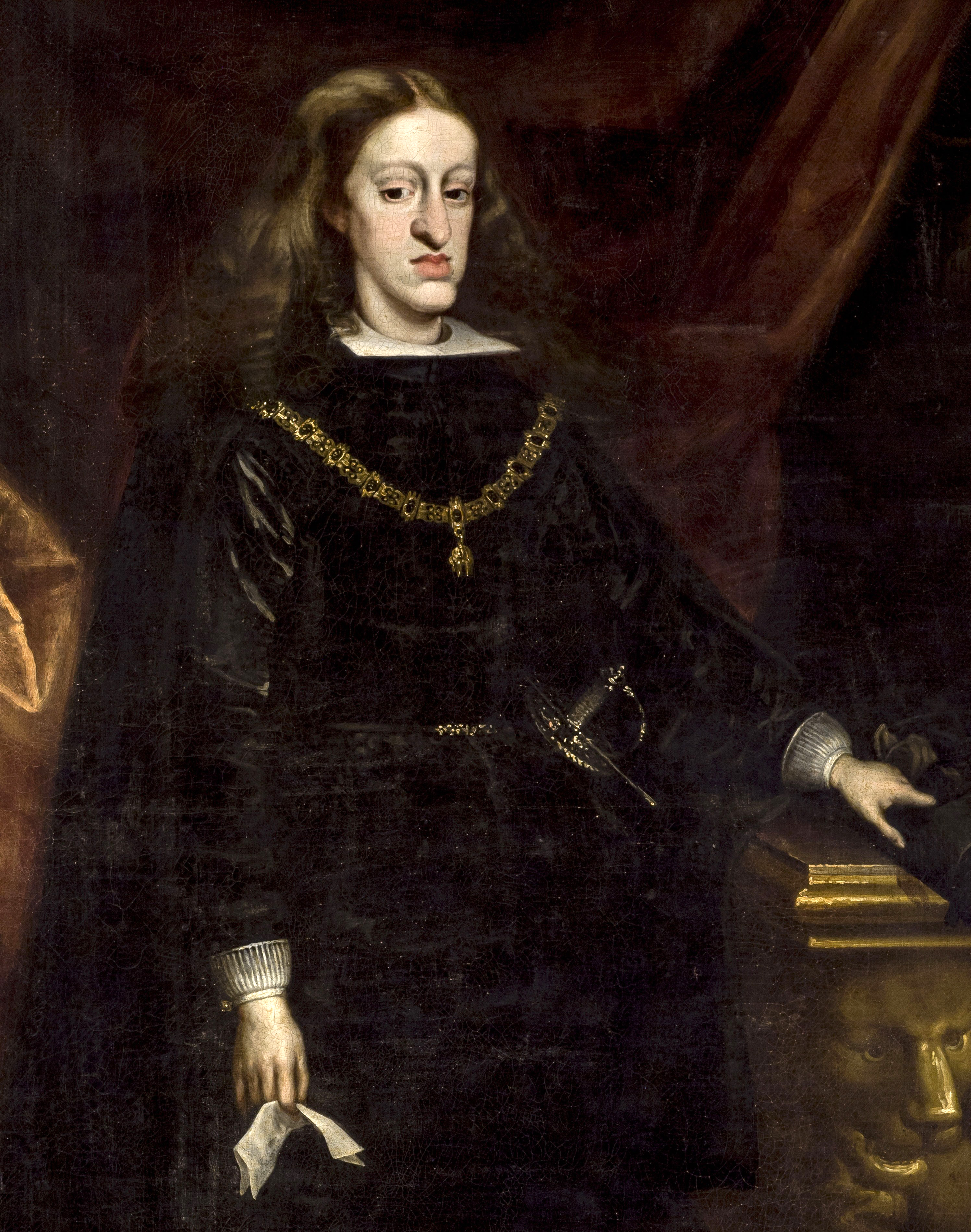
Karl II. (1661–1700)

- Karl II. (1741–1816), Großherzog von Mecklenburg, regierender Fürst von Mecklenburg-Strelitz (1794–1816)
- Karl II. (1799–1883), König von Etrurien, Herzog von Lucca, Herzog von Parma
- Karl II. (1803–1868), Landgraf von Hessen-Philippsthal
- Karl II. (1804–1873), Herzog von Braunschweig
- Karl II. August (1746–1795), Herzog von Pfalz-Zweibrücken
- Karl II. Otto (1625–1671), Pfalzgraf und Herzog von Pfalz-Birkenfeld
- Karl III. (839–888), römischer Kaiser und König des Ostfrankenreichs, König des Westfränkischen Reichs und König von Italien
- Karl III. (879–929), König von Frankreich
- Karl III. († 1375), Graf von Alençon und Erzbischof von Lyon
- Karl III. (1345–1386), König von Neapel, Ungarn und Kroatien
- Karl III. (1361–1425), König von Navarra, Herzog von Nemours und Graf von Évreux
- Karl III. (1486–1553), Herzog von Savoyen
- Karl III. (1543–1608), Herzog von Lothringen
- Karl III. (1715–1776), Reichsgraf von Ortenburg
- Karl III. (1716–1788), spanischer König
- Karl III. (1823–1854), Herzog von Parma
- Karl III. Joseph von Lothringen (1680–1715), Bischof in Olmütz (1695–1711), Bischof von Osnabrück (1698–1715); Bischof von Trier (1711–1715)
- Karl III. Philipp (1661–1742), Kurfürst von der Pfalz, Herzog von Jülich und Berg
- Karl III. Wilhelm (1679–1738), Markgraf von Baden-Durlach, Gründer von Karlsruhe
- Karl IV. (1294–1328), König von Frankreich
- Karl IV. (1316–1378), Kaiser des Heiligen Römischen ReichesKarl IV. (1316–1378)

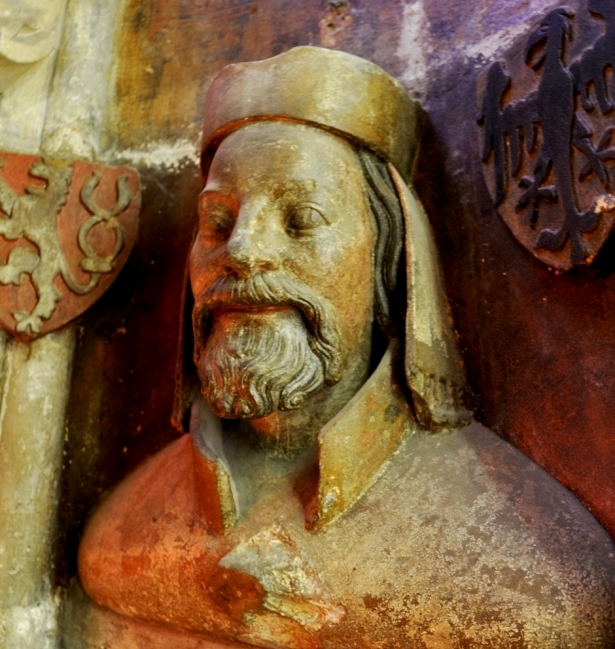
Karl IV. (1316–1378)

- Karl IV. (1414–1472), Graf von Maine und Graf von Guise
- Karl IV. (1489–1525), Herzog von Alençon, Graf von Le Perche, Armagnac, Fézensac und Rodez
- Karl IV. (1604–1675), Herzog von Lothringen und Bar
- Karl IV. (1748–1819), König von Spanien (1788–1808)
- Karl IX. (1550–1574), König von Frankreich (1560–1574)
- Karl IX. (1550–1611), König von Schweden (1604–1611)

#### Karl J
- Karl Joachim (1771–1804), Reichsfürst zu Fürstenberg
- Karl Johann Franz von Bayern (1618–1640), bayerischer Prinz
- Karl Jónsson († 1213), isländischer Abt und Autor der Sverris saga
- Karl Joseph von Österreich (1649–1664), Erzherzog von Österreich, Bischof von Olmütz, Bischof von Passau, Fürstbischof von Breslau und Hochmeister des Deutschen Ordens

Karl Joseph von Österreich (1745–1761)

- Karl Joseph von Österreich (1745–1761), Erzherzog von ÖsterreichKarl Joseph von Österreich (1745–1761)

#### Karl K
- Karl Konstantin von Hessen-Rheinfels-Rotenburg (1752–1821), Prinz aus dem Haus Hessen und ein General der französischen Armee

#### Karl L
- Karl Leopold (1678–1747), Herzog zu Mecklenburg-Schwerin
- Karl Ludwig (1665–1723), Graf von Nassau-Saarbrücken
- Karl Ludwig (1690–1774), Herzog von Schleswig-Holstein-Sonderburg-Beck
- Karl Ludwig (1723–1806), Fürst von Anhalt-Bernburg-Schaumburg-Hoym, holländischer General
- Karl Ludwig (1762–1825), Fürst des Hauses Hohenlohe-Langenburg
- Karl Ludwig (1763–1824), Fürst zu Wied-Runkel
- Karl Ludwig Ernst von Sulz (1595–1648), Landgraf im Klettgau und Hofrichter am Hofgericht in Rottweil (1628–1648)
- Karl Ludwig Friedrich (1786–1818), Großherzog von Baden
- Karl Ludwig Raugraf zu Pfalz (1658–1688), General
- Karl Ludwig von Baden (1755–1801), Erbprinz von Baden
- Karl Ludwig von Österreich (1833–1896), österreichischer Erzherzog und ThronfolgerKarl Ludwig von Österreich (1833–1896)

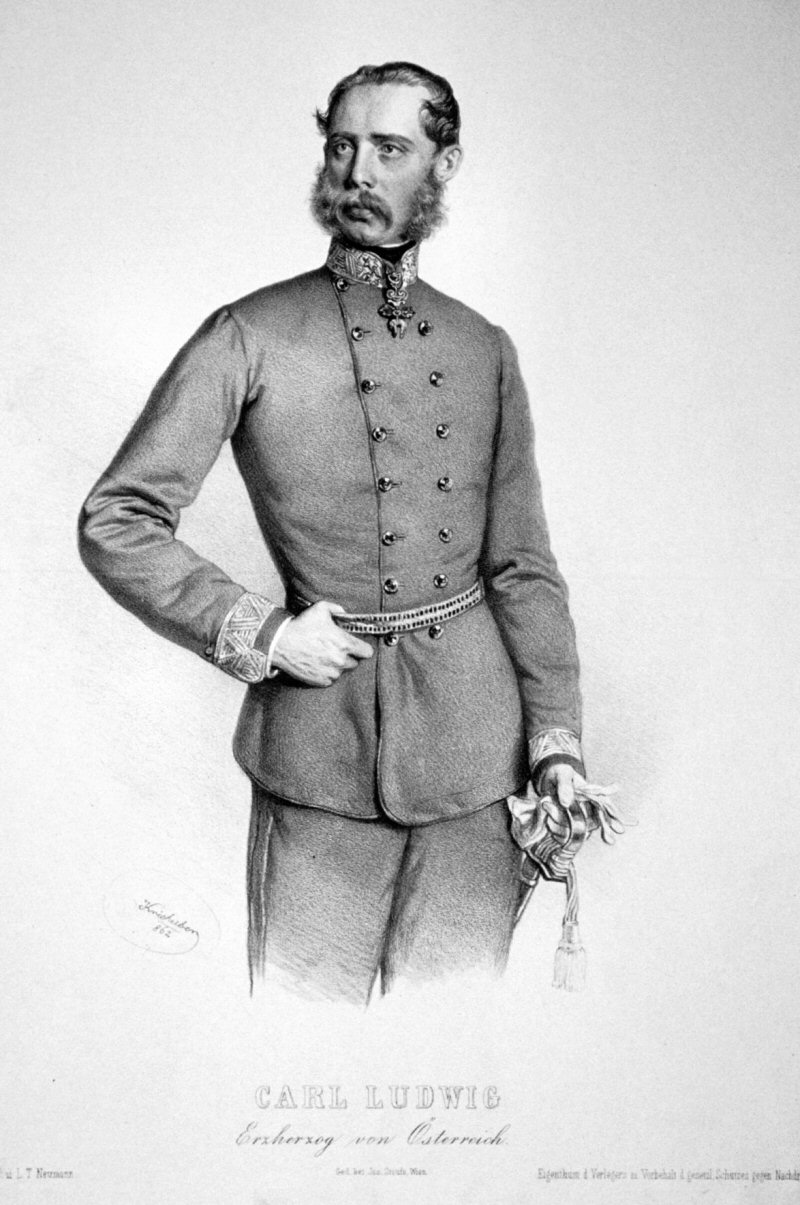
Karl Ludwig von Österreich (1833–1896)

- Karl Ludwig zu Sulz (1560–1616), Landgraf zu Klettgau, kaiserlicher Feldzeugmeister und Heerführer in den Türkenkriegen

#### Karl M
- Karl Magnus von Baden-Durlach (1621–1658), Titular-Markgraf von Baden-Durlach
- Karl Maria Raimund (1721–1778), Herzog von Arenberg und österreichischer Feldmarschall
- Karl Martell (1271–1295), Titularkönig von Ungarn
- Karl Maximilian von Sachsen (1752–1781), sächsischer Prinz, Offizier und Regimentschef
- Karl Moritz Raugraf zu Pfalz (1670–1702), Raugraf zu Pfalz, Oberstleutnant von Kurbrandenburg

#### Karl O
- Karl Ottó Runólfsson (1900–1970), isländischer Komponist

#### Karl P
- Karl Philipp von Brandenburg-Schwedt (1673–1695), Prinz und Titular-Markgraf zu Brandenburg-Schwedt
- Karl Pius von Österreich-Toskana (1909–1953), Sohn von Erzherzog Leopold Salvator

#### Karl S
- Karl Salvator von Österreich-Toskana (1839–1892), Erzherzog von Österreich und Prinz von Toskana
- Karl Sigurbjörnsson (1947–2024), isländischer Bischof
- Karl Stephan von Österreich (1860–1933), Mitglied aus dem Hause Habsburg-Lothringen und Admiral der österreich-ungarischen Marine

#### Karl T
- Karl Theodor (1724–1799), Kurfürst von der Pfalz und von Bayern
- Karl Thopia († 1388), albanischer Fürst
- Karl Tryggvason (* 1947), isländischer Mediziner

#### Karl V
- Karl V. (1338–1380), König von Frankreich (1364–1380)
- Karl V. (1436–1481), Graf von Maine, Mortain, Gien und Guise, Herzog von Anjou, Graf von Provence und Forcalquier
- Karl V. (1500–1558), Kaiser des Heiligen Römischen Reichs Deutscher Nation
- Karl V. (1643–1690), Herzog von Lothringen
- Karl VI. (1368–1422), König von Frankreich (1380–1422)Karl VI. (1368–1422)

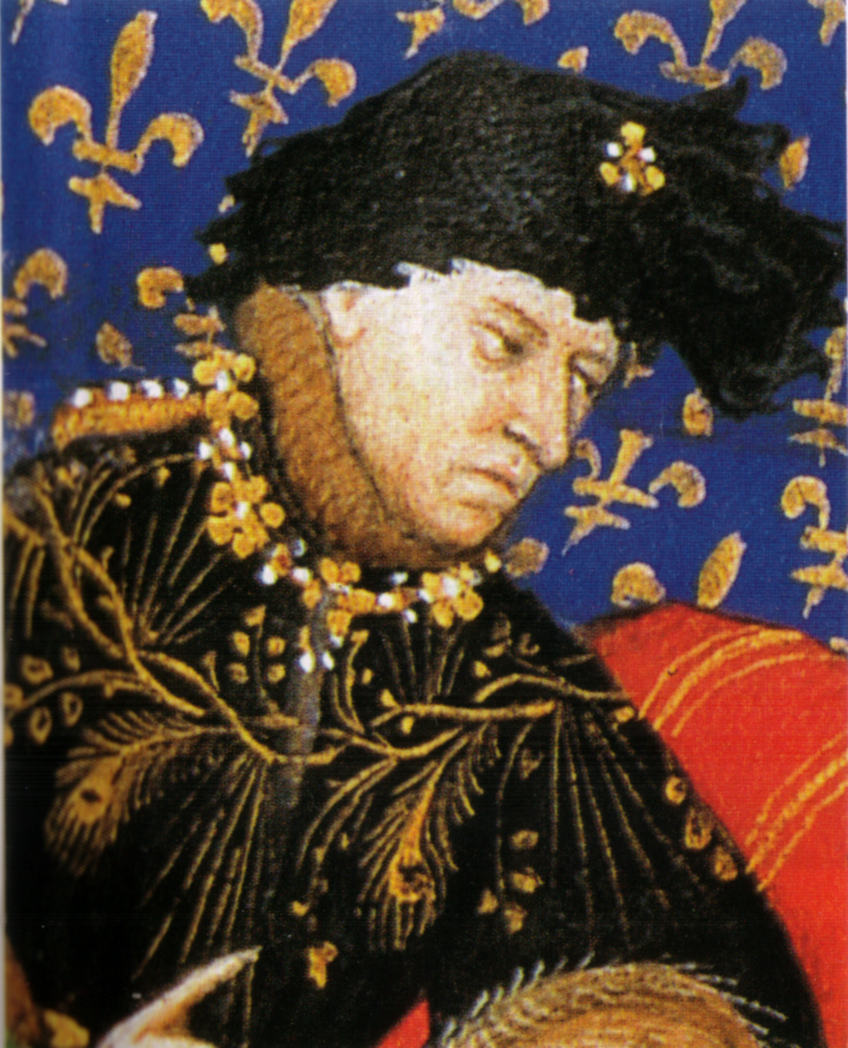
Karl VI. (1368–1422)

- Karl VI. (1685–1740), Kaiser des Heiligen Römischen Reiches, König von Böhmen und Ungarn
- Karl VII. († 1167), König von Schweden
- Karl VII. (1403–1461), König von Frankreich
- Karl VII. (1697–1745), Kurfürst von Bayern, römisch-deutscher Kaiser
- Karl VIII. († 1470), König von Schweden und Norwegen
- Karl VIII. (1470–1498), König von Frankreich (1483–1498)
- Karl Vilmundarson (1909–1983), isländischer Leichtathlet
- Karl von Aquitanien († 863), zweiter Sohn des Königs Pippin I. von Aquitanien
- Karl von Baden (1476–1510), Domherr in Straßburg und Trier
- Karl von Baden (1832–1906), badischer Prinz, preußischer General der Kavallerie
- Karl von Bayern (1795–1875), Generalfeldmarschall und Reichsrat der Krone Bayerns
- Karl von Bayern (1874–1927), bayerischer Generalmajor und Mitglied des Bayerischen Reichsrates
- Karl von Belgien (1903–1983), belgischer Adeliger, Prinzregent von Belgien, Graf von Flandern
- Karl von Durazzo (1323–1348), Herzog von Durazzo
- Karl von Egmond (1467–1538), Herzog von Geldern
- Karl von Évreux (1305–1336), Graf von Étampes
- Karl von Friesach († 1260), Bischof von Lavant
- Karl von Hessen-Philippsthal (1757–1793), Obrist in der Hessen-kasselschen Armee
- Karl von Konstanz († 1071), Bischof von Konstanz (1070–1071)
- Karl von Lothringen (1567–1607), Bischof und Kardinal der Römisch-Katholischen Kirche
- Karl von Lothringen-Commercy (1661–1702), kaiserlicher Feldmarschall
- Karl von Österreich (1590–1624), Bischof von Brixen, Fürstbischof von Breslau
- Karl von Österreich (1607–1632), Infant von Spanien
- Karl von Österreich-Teschen (1771–1847), österreichischer Erzherzog und FeldherrKarl von Österreich-Teschen (1771–1847)

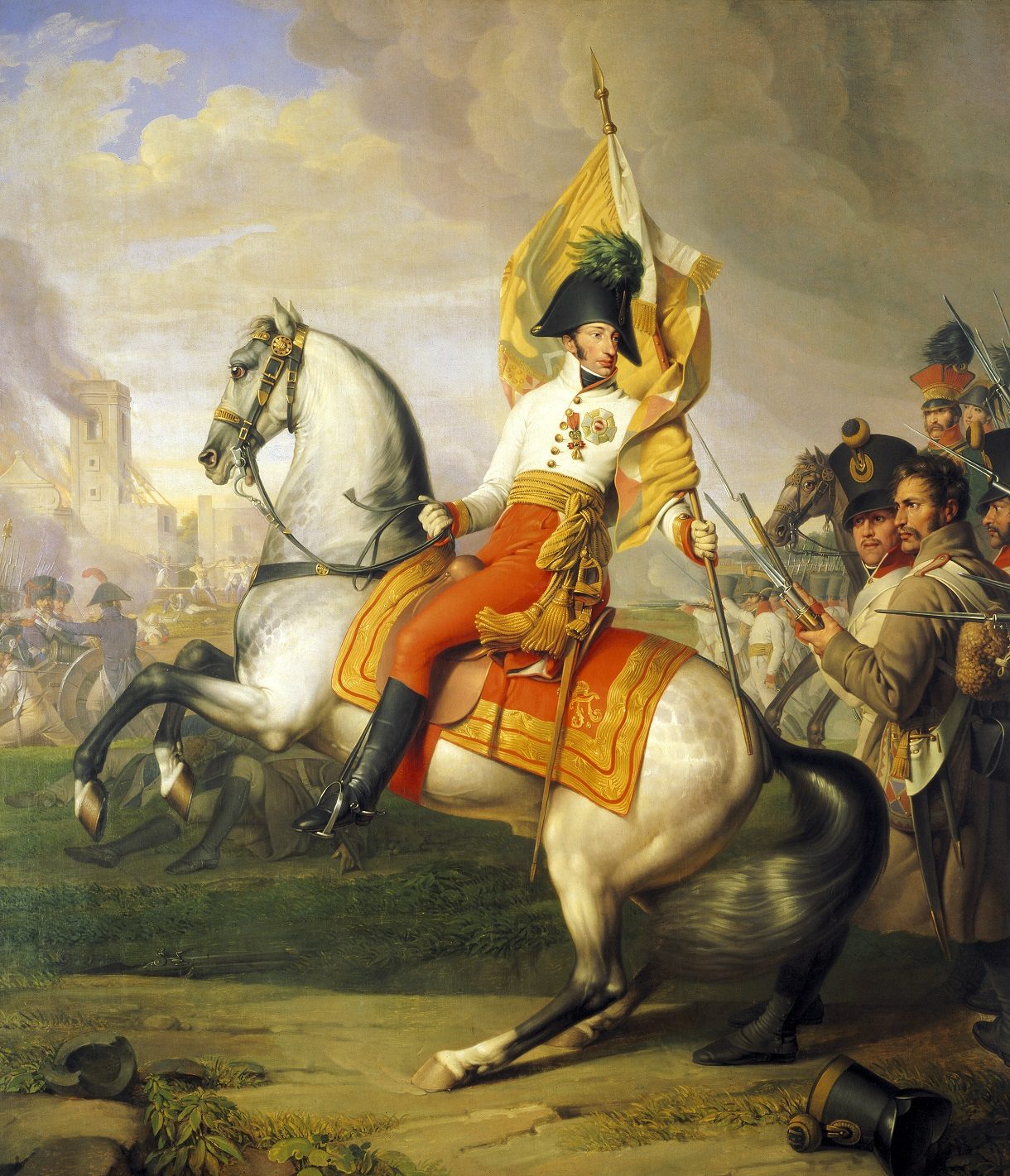
Karl von Österreich-Teschen (1771–1847)

- Karl von Sachsen (1733–1796), gebürtiger Prinz von Sachsen, Herzog von Kurland und Semgallen (1758–1763)
- Karl von Sezze (1613–1670), italienischer Mönch, Mystiker und Heiliger der katholischen Kirche
- Karl von Trier († 1324), Hochmeister des Deutschen Ordens
- Karl von Viana (1421–1461), navarresischer Adliger

#### Karl W
- Karl Wilhelm (1652–1718), Fürst von Anhalt-Zerbst
- Karl Wilhelm (1735–1803), Fürst von Nassau-Usingen
- Karl Wilhelm Eugen (1627–1666), Markgraf von Baden-Rodemachern und Domherr in Köln
- Karl Wilhelm Eugen von Baden-Durlach (1713–1783), deutscher Adliger, Mitglied der vormundschaftlichen Regierung für seinen Großneffen Karl Friedrich von Baden-Durlach
- Karl Wilhelm Ferdinand (1735–1806), preußischer Feldmarschall
- Karl Wilhelm Friedrich (1712–1757), Markgraf von Brandenburg-Ansbach
- Karl Wilhelm Georg von Hessen-Darmstadt (1757–1795), kaiserlicher Generalmajor
- Karl Wilhelm von Hessen-Darmstadt (1693–1707), Prinz von Hessen-Darmstadt und Obrist

#### Karl X
- Karl X. (1757–1836), König von FrankreichKarl X. (1757–1836)

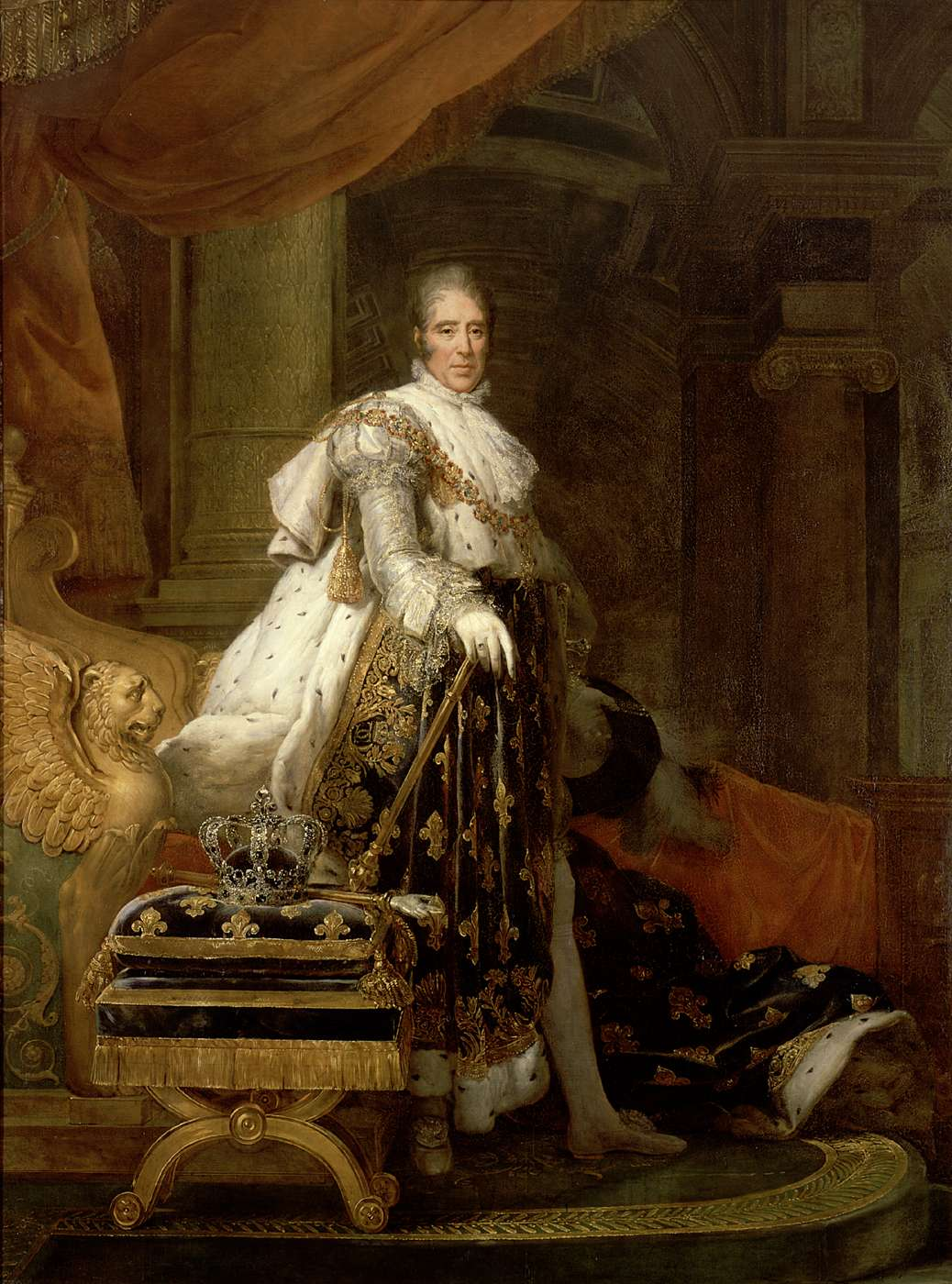
Karl X. (1757–1836)

- Karl X. Gustav (1622–1660), König von Schweden (1654–1660)
- Karl XI. (1655–1697), König von Schweden und Herzog von Pfalz-Zweibrücken
- Karl XII. (1682–1718), König von Schweden (1697–1718) und Herzog von Zweibrücken in Personalunion
- Karl XIII. (1748–1818), König von Schweden (1809–1818) und König von Norwegen (1814–1818)
- Karl XIV. Johann (1763–1844), französischer General und König von Schweden und Norwegen (1818–1844)Karl XIV. Johann (1763–1844)

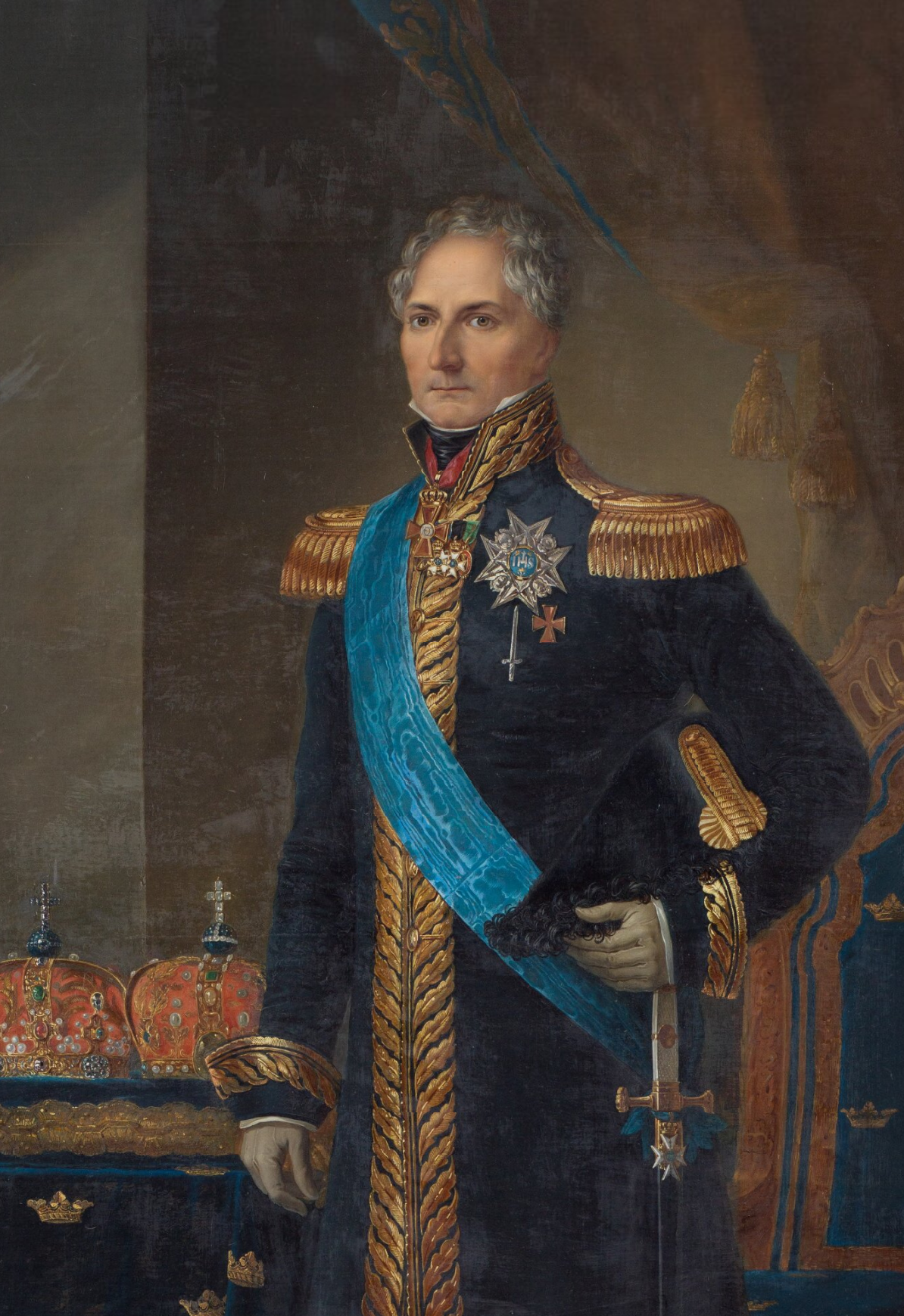
Karl XIV. Johann (1763–1844)

- Karl XV. (1826–1872), König von Schweden (1859–1872)

#### Karl Z
- Karl zu Mecklenburg (1626–1670), Herzog zu Mecklenburg, Domherr zu Straßburg
- Karl zu Mecklenburg (1664–1688), Herzog zu Mecklenburg, Erbprinz in Mecklenburg-Güstrow
- Karl zu Mecklenburg (1708–1752), Prinz, a.d.H. Mecklenburg-Strelitz; Herzog zu Mecklenburg; genannt Prinz von Mirow
- Karl zu Mecklenburg (1785–1837), preußischer General der Infanterie und Schriftsteller

### Karl,
- Karl, Aaron (* 1990), österreichischer Schauspieler und Musiker
- Karl, Albin (1889–1976), deutscher Politiker (SPD)
- Karl, Alexander (1824–1909), österreichischer Ordensgeistlicher, Abt und Politiker, Landtagsabgeordneter
- Karl, Alois (* 1950), deutscher Politiker (CSU), MdB
- Karl, Andreas (* 1963), deutscher Politiker (NPD)
- Karl, Annette (* 1960), deutsche Politikerin (SPD), MdL
- Karl, Anton (1935–2015), österreichischer Fleischer, Wirtschaftskammerfunktionär, Politiker (ÖVP), Abgeordneter zum Salzburger Landtag
- Karl, Beatrix (* 1967), österreichische Rechtswissenschafterin und Politikerin (ÖVP), Abgeordnete zum Nationalrat
- Karl, Benjamin (* 1985), österreichischer Snowboarder
- Karl, Bernhard (* 1966), deutscher Filmkurator und Festivalgründer
- Karl, Bettina (* 1975), deutsche Juristin, Richterin am Bundessozialgericht
- Karl, Christian (* 1978), deutscher Politiker (CDU)
- Karl, Coby (* 1983), US-amerikanischer Basketballtrainer und ehemaliger -spieler
- Karl, Elfriede (* 1933), österreichische Politikerin (SPÖ), Abgeordnete zum Nationalrat
- Karl, Engelbert (1841–1891), deutscher Schauspieler, Lustspielautor, Theaterdirektor und Regisseur
- Karl, Erich (* 1924), deutscher Geschäftsmann, Kommunalpolitiker und Münzsammler
- Karl, Ernst (1945–2001), österreichischer Mörder
- Karl, Franz Xaver (* 1961), deutscher Journalist und Schriftsteller
- Karl, Fritz (* 1967), österreichischer SchauspielerFritz Karl (* 1967)

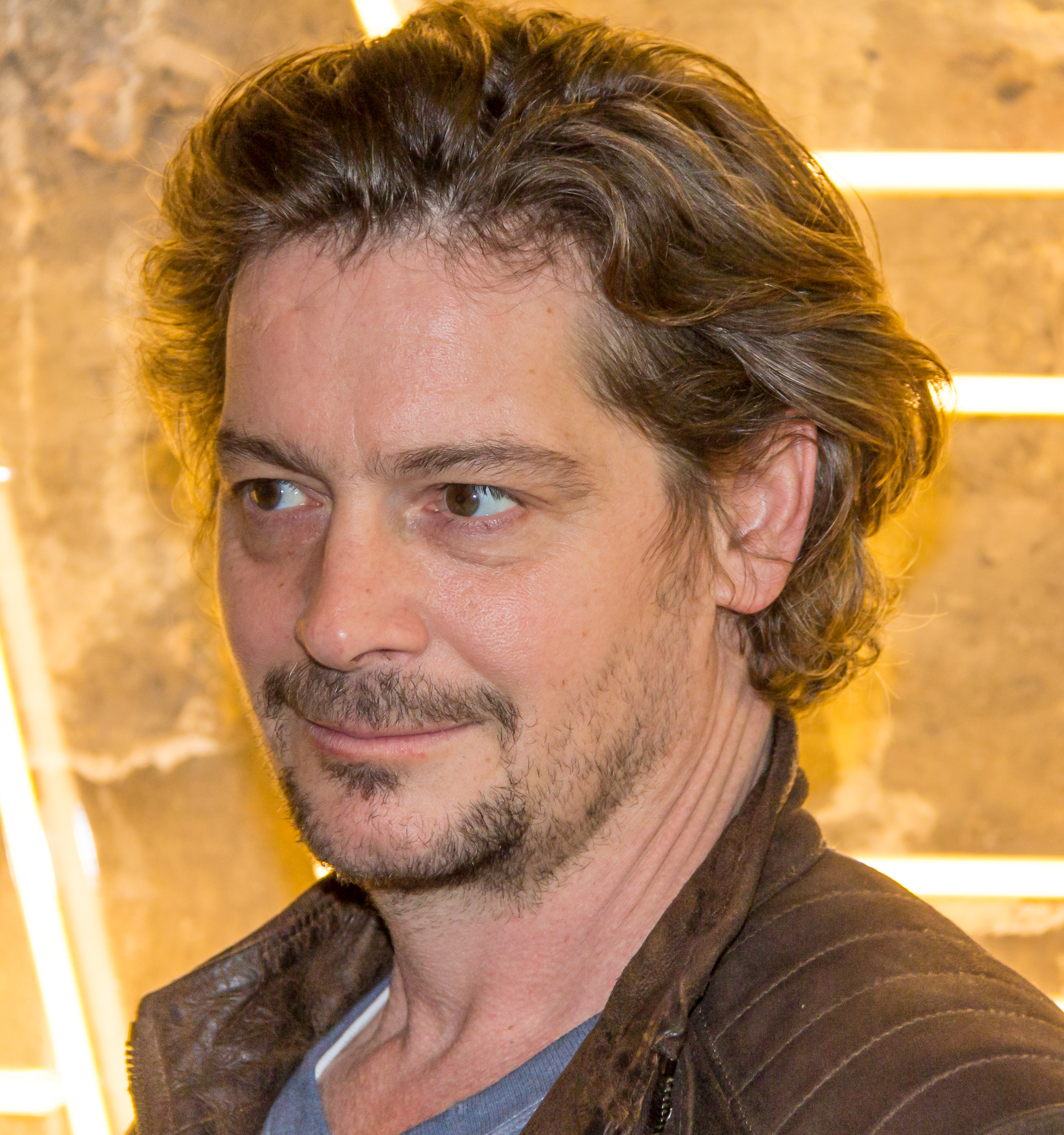
Fritz Karl (* 1967)

- Karl, Georg (1882–1964), deutscher Mechaniker und Parteifunktionär der KPD
- Karl, Georg (1936–2019), deutscher Politiker (CSU), Landrat und bayerischer Senator
- Karl, George (* 1951), US-amerikanischer Basketballtrainer und -spieler
- Karl, Gerd (1948–2024), deutscher Eishockeyspieler
- Karl, Gunther (* 1948), deutscher Richter und Präsident des Finanzgerichts des Landes Sachsen-Anhalt
- Karl, Günther (* 1949), deutscher Ruderer
- Karl, Hans (1890–1973), deutscher Politiker (CSU)
- Karl, Hans (1922–1996), deutscher Politiker (SPD), MdL
- Karl, Hans (* 1935), Schweizer Schachjournalist und Schachspieler
- Karl, Heinrich (1796–1885), deutscher Förster und Politiker
- Karl, Helmut (* 1955), deutscher Wirtschaftswissenschaftler
- Karl, Herwig (* 1972), österreichischer Fußballspieler
- Karl, Hubert (1907–1991), deutscher Bauingenieur und SS-Funktionär
- Karl, Jenny (* 1978), deutsche Judoka
- Karl, Johannes (1916–1987), deutscher Orgelbauer
- Karl, Josef (1922–1989), österreichischer Politiker (SPÖ), Landtagsabgeordneter
- Karl, Judith, US-amerikanische UN-Beamtin
- Karl, Katharina Maria (* 1976), deutsche römisch-katholische Theologin
- Karl, Klaus (* 1940), österreichischer Komponist, Tobi-Reiser-Preisträger 2010
- Karl, Lennart (* 2008), deutscher Fußballspieler
- Karl, Lisa (* 1997), deutsche FußballspielerinLisa Karl (* 1997)

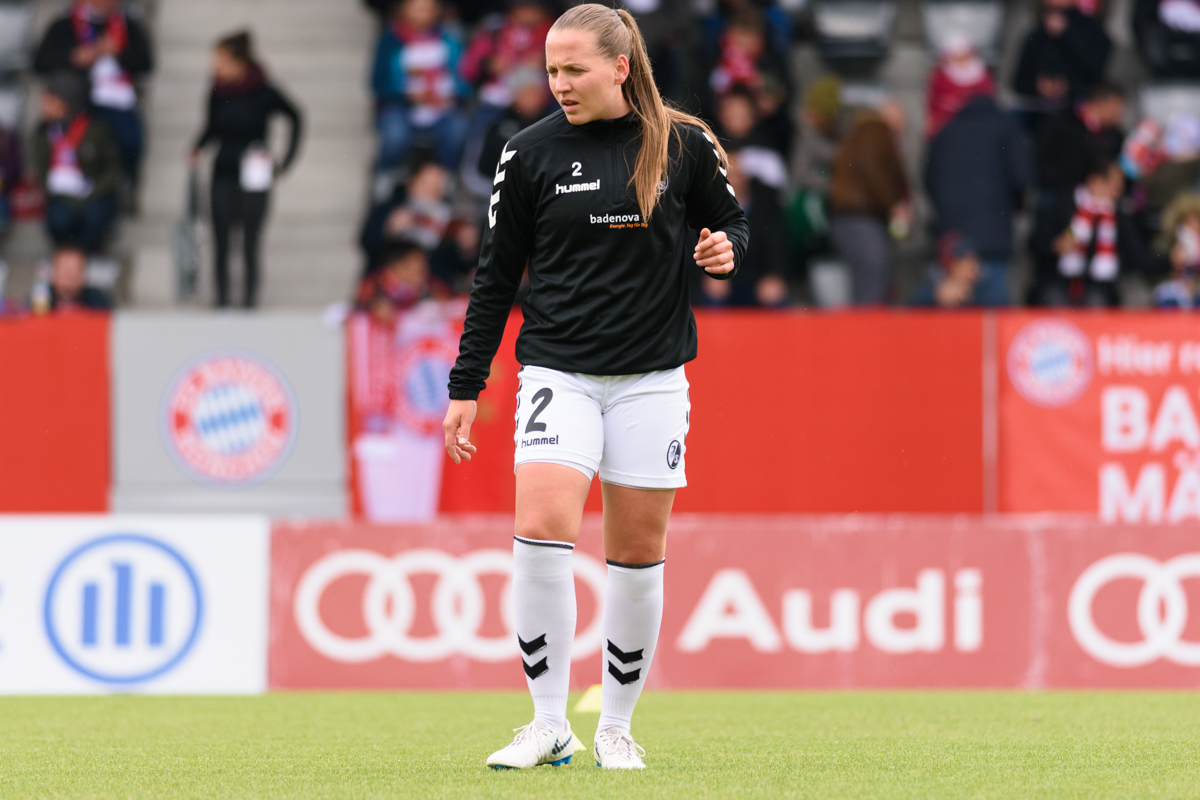
Lisa Karl (* 1997)

- Karl, Ludwig (* 1957), österreichischer Balletttänzer
- Karl, Marilee (* 1941), Feministin
- Karl, Markus (* 1986), deutscher Fußballspieler
- Karl, Martin (1911–1942), deutscher Olympiasieger im Rudern
- Karl, Maurice (1978–2000), deutscher Schauspieler
- Karl, Michaela (* 1971), deutsche Politikwissenschaftlerin und Schriftstellerin
- Karl, Notburga (* 1973), deutsche Künstlerin
- Karl, Patrick (* 1996), deutscher Hindernisläufer
- Karl, Philipp (1884–1958), deutscher Kommunalpolitiker (CSU)
- Karl, Philippe (* 1947), französischer Reitlehrer und ehemaliges Mitglied des Cadre Noir in Saumur
- Karl, Raimund (* 1969), österreichischer Prähistoriker, Keltologe und Historiker
- Karl, Reinhard (1946–1982), deutscher Alpinist, Fotograf und Schriftsteller
- Karl, Roger (1882–1984), französischer Schauspieler und Theaterautor
- Karl, Rudolf (1903–1964), deutscher Psychiater
- Karl, Steffen (* 1970), deutscher FußballspielerSteffen Karl (* 1970)

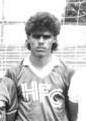
Steffen Karl (* 1970)

- Karl, Valerian (* 1988), österreichischer Schauspieler und Grip
- Karl, Wenzel (1802–1870), römisch-katholischer Priester
- Karl, Wilfried (* 1965), deutscher Diplom-Ingenieur und Behördenleiter
- Karl, Wilhelm (1864–1938), deutscher evangelischer Pfarrer und Politiker (DNVP), MdL
- Karl, Xaver (1892–1980), deutscher Widerstandskämpfer und Politiker (SPD, SED), MdV

### Karl-

#### Karl-K
- Karl-Kraus, Klaus (* 1951), deutscher Kabarettist

#### Karl-L
- Karl-Lory, Johanna (1902–1997), deutsche Schauspielerin

### Karla
- Karla, Heinz (1924–2015), deutscher Fußballspieler
- Karlaftis, George (* 2001), griechisch-amerikanischer American-Football-Spieler
- Karlagatschew, Dmitri Eduardowitsch (* 1998), russischer Snowboarder
- Karlan, Dean, US-amerikanischer Ökonom
- Karlan, Elisabeth (1904–1973), österreichische Schauspielerin bei Bühne, Film und Fernsehen
- Karlander, Daniel (* 1987), schwedischer Unihockeyspieler
- Karlauf, Thomas (* 1955), deutscher Autor
- Karlavaris, Bogomil (1924–2010), jugoslawischer Maler, Hochschullehrer und Pädagoge

### Karlb
- Karlbauer, Klaus (* 1960), österreichischer Film- und Theaterregisseur, Komponist, Multimediakünstler und -produzent
- Karlberg, Ernst (1901–1987), schwedischer Eishockeyspieler
- Karlberg, Joakim (* 1964), schwedischer Eisschnellläufer
- Karlberger, Walter (1925–2018), österreichischer Autor, Regisseur, Komponist und Produzent

### Karle
- Karle, Alexander (* 1978), deutscher Künstler
- Karle, Alexandra (* 1967), deutsche Journalistin und Geschäftsleiterin von Amnesty International Schweiz
- Karle, Amy (* 1980), US-amerikanische Künstlerin
- Karle, Charles (1898–1946), US-amerikanischer Ruderer
- Karle, Felix (* 2000), deutscher Handballspieler
- Karle, Isabella (1921–2017), US-amerikanische Chemikerin
- Karle, Isolde (* 1963), deutsche evangelische Theologin
- Karle, Jerome (1918–2013), US-amerikanischer Physikochemiker und Kristallograph und Nobelpreisträger für Chemie
- Kärle, Johann (1835–1913), österreichischer Maler
- Karle, Jürgen (* 1962), deutscher Schlagzeuger und Musikpädagoge
- Karle, Werner junior (1963–2002), deutscher Schauspieler
- Karlén, Barbro (1954–2022), schwedische Schriftstellerin
- Karlen, Ernst Heinrich (1922–2012), Schweizer Ordensgeistlicher, Erzbischof von Bulawayo
- Karlen, Gabriel (* 1994), Schweizer Skispringer
- Karlen, Gaëtan (* 1993), Schweizer Fussballspieler
- Karlen, Grégory (* 1995), Schweizer Fussballspieler
- Karlen, Jakob (1809–1870), Schweizer Politiker
- Karlen, Johann (* 1807), Schweizer Arzt und Politiker
- Karlen, Johann Jakob (1819–1873), Schweizer Politiker
- Karlen, John (1933–2020), US-amerikanischer Schauspieler
- Karlén, Kaiza (* 1998), schwedische Weitspringerin
- Karlen, Walter (* 1979), Schweizer Ingenieur und Hochschullehrer
- Karlengen, Silje (* 1994), norwegische Skispringerin
- Karleskind, Pierre (* 1979), französischer Ozeanograph und Politiker
- Karleuša, Jelena (* 1978), serbische Popsängerin
- Karleuša, Olja (* 1980), serbische Turbo-Folk-Sängerin
- Karlewski, Erich (1874–1946), deutscher General der Flieger

### Karlf
- Karlfeldt, Erik Axel (1864–1931), schwedischer Lyriker

### Karlg
- Karlge, Meliz (* 1973), schwedische Schauspielerin
- Karlgren, Bernhard (1889–1978), schwedischer Sinologe

### Karlh
- Karlheim, Florian (* 1976), deutscher SchauspielerFlorian Karlheim (* 1976)

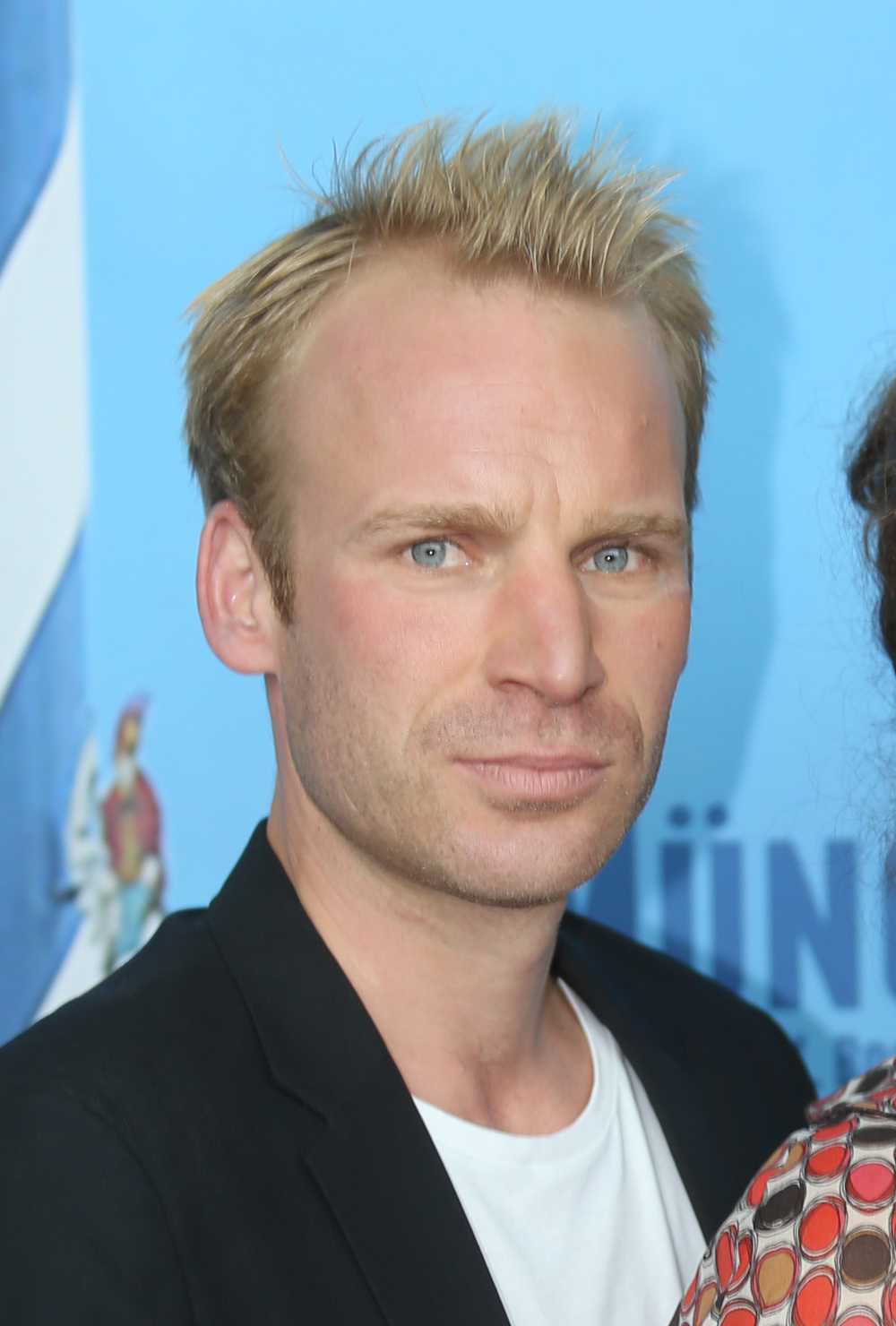
Florian Karlheim (* 1976)

### Karli
- Karli, Max (* 1975), Schweizer Filmproduzent
- Karli, Musa (* 1990), deutscher Fußballspieler
- Karlı, Songül (* 1973), türkische Sängerin und Fernsehmoderatorin
- Karlic, Estanislao Esteban (1926–2025), argentinischer Geistlicher, Erzbischof von Paraná, Argentinien
- Karlich, Barbara (* 1969), österreichische Fernsehmoderatorin und Journalistin
- Karlick, Gerd (1905–1975), deutscher Schlagertexter und Drehbuchautor
- Karliczek, Anja (* 1971), deutsche Kauffrau und Politikerin (CDU), MdB
- Karliczek, Christina (* 1977), niederländisch-deutsche Dokumentarfilmerin
- Karlik, Berta (1904–1990), österreichische Physikerin
- Karlík, Bohuslav (1908–1996), tschechoslowakischer Kanute
- Karlík, Hanuš (1850–1927), böhmischer Industrieller
- Karlík, Josef (1928–2009), tschechischer Schauspieler und Theaterpädagoge
- Karlík, Karol (* 1986), slowakischer Fußballspieler
- Karlík, Mikuláš (* 1999), tschechischer Biathlet
- Karlik, Wilhelm (1872–1934), sudetendeutscher Bergbauingenieur und Erfinder
- Karlıklı, Ahmet (1930–1989), türkischer Fußballspieler und -trainer
- Karlíková, Jitka (* 1947), tschechoslowakische Tischtennisspielerin
- Karlin, Alma (1889–1950), österreichisch-jugoslawische JournalistinAlma Karlin (1889–1950)

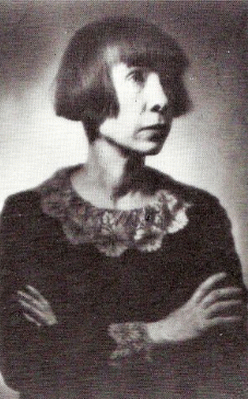
Alma Karlin (1889–1950)

- Karlin, Andrej (1857–1933), Bischof von Lavant und Triest
- Karlin, Anna (* 1960), US-amerikanische Informatikerin
- Karlin, Fred (1936–2004), US-amerikanischer Filmkomponist und Buchautor
- Karlin, Marsha († 2016), US-amerikanische Musikerin und Liedtexterin
- Karlin, Miriam (1925–2011), britische Schauspielerin
- Karlin, Samuel (1924–2007), US-amerikanischer Mathematiker
- Karlin-Hayter, Patricia (1920–2014), britische Byzantinistin
- Karlinder, Charlotte (* 1975), schwedische Peta-Aktivistin und Moderatorin
- Karling, Sten (1906–1987), schwedischer Kunsthistoriker
- Karlinger, Felix (1920–2000), deutscher und österreichischer Romanist, Musikwissenschaftler, Volkskundler und Literaturgeschichtler
- Karlinger, Hans (1882–1944), deutscher Kunsthistoriker, Ordinarius an der RWTH Aachen und an der TH München
- Karlinsky, Anton Hans (1872–1945), österreichischer Maler
- Karlinsky, Elisabeth (1904–1994), österreichisch-dänische Malerin
- Karlitschek, Frank (* 1973), deutscher Open-Source-Entwickler (Nextcloud)
- Karlitzek, Lorenz (* 1999), deutscher Volleyballspieler
- Karlitzek, Moritz (* 1996), deutscher Volleyballspieler

### Karll
- Karll, Agnes (1868–1927), Krankenschwester und Reformerin der deutschen KrankenpflegeAgnes Karll (1868–1927)

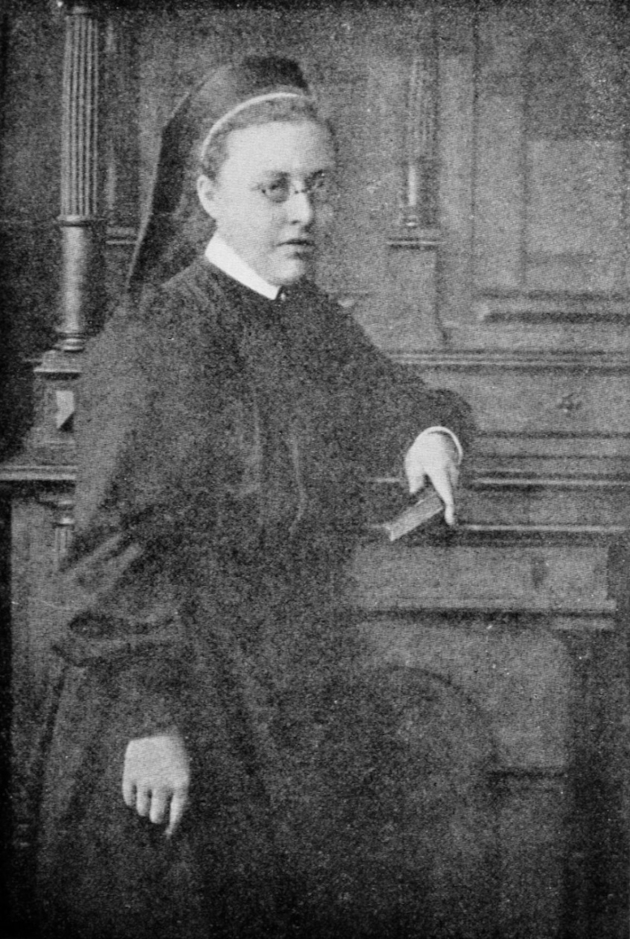
Agnes Karll (1868–1927)

### Karlm
- Karlmann († 876), Abt von Saint-Médard in Soissons, Saint-Germain in Auxerre und Echternach
- Karlmann († 754), fränkischer Hausmeier aus dem Geschlecht der Karolinger
- Karlmann († 880), ostfränkischer König, König von Baiern und König von Italien
- Karlmann (866–884), französischer König
- Karlmann I. (751–771), König der Franken (768–771)
- Karlmark, Gloria Ray (* 1942), US-amerikanische Aktivistin

### Karlo
- Karloff, Boris (1887–1969), britischer Theater- und FilmschauspielerBoris Karloff (1887–1969)

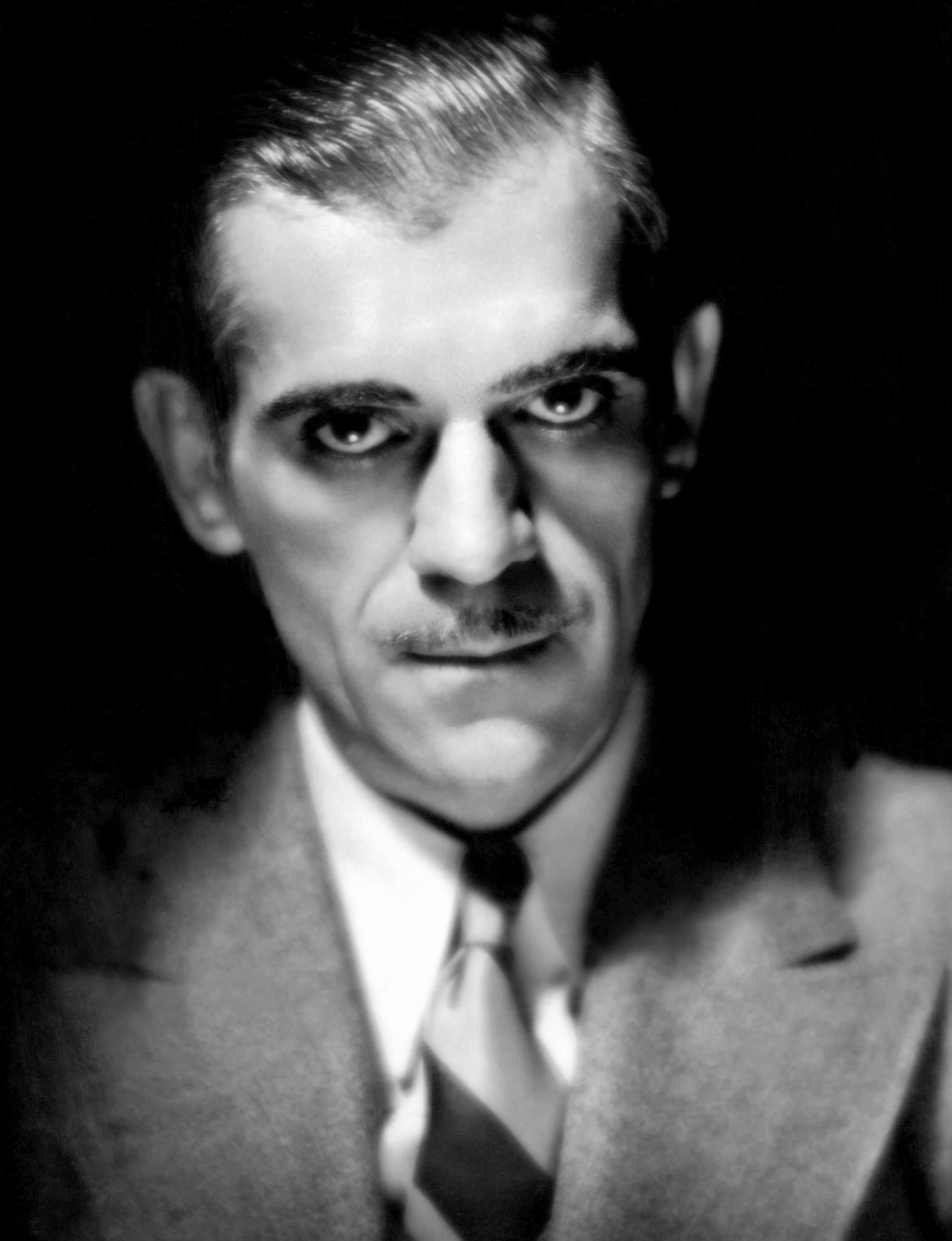
Boris Karloff (1887–1969)

- Karloff, Sara (* 1938), US-amerikanische Filmschaffende und Unternehmerin
- Karlon, Alois (1835–1902), österreichischer Geistlicher und Politiker, Landtagsabgeordneter
- Karlova, Uğur Rıfat (* 1980), türkischer Stand-Up-Comedian, Schauspieler, Autor und TV-Moderator in Taiwan
- Karlović, Ivo (* 1979), kroatischer Tennisspieler
- Karlovits, János (1899–1986), ungarischer Stabhochspringer
- Karlow, Andrei Gennadjewitsch (1954–2016), russischer Diplomat, Opfer eines Attentats
- Karlow, Boris (1924–1964), bulgarischer Akkordeonspieler
- Karlow, Dmitri Wladimirowitsch (* 1967), russischer Handballspieler und -trainer
- Karlow, Jewgeni Nikolajewitsch (1960–1992), aserbaidschanischer Pilot russischer Abstammung
- Karlow, Nikolai Wassiljewitsch (1929–2014), russischer Physiker und Hochschullehrer
- Karlowa, Elma (1932–1994), jugoslawische Filmschauspielerin
- Karlowa, Jelisaweta (* 2003), kasachische Tennisspielerin
- Karlowa, Olga Anatoljewna (* 1957), sowjetische bzw. russische Philosophin, Kulturologin und Hochschullehrerin
- Karlowa, Otto (1836–1904), deutscher Rechtswissenschaftler, Rechtshistoriker und Romanist
- Karlowa, Rudolf (1844–1913), deutscher Seemann
- Karłowicz, Mieczysław (1876–1909), polnischer Komponist
- Karłowicz, Mieczysław (* 1963), polnischer Radrennfahrer
- Karłowska, Maria (1865–1935), polnische römisch-katholische Ordensfrau und Ordensgründerin, Selige
- Karlowski, Jewgeni Konstantinowitsch (* 1994), russischer Tennisspieler
- Karlowski, Joseph von (* 1776), preußischer Landrat
- Karlowski, Ursula (* 1962), deutsche Biologin und Politikerin (Bündnis 90/Die Grünen), MdL
- Karlowytsch, Anastassija (* 1982), ukrainische Schachgroßmeisterin und Journalistin

### Karls
- Karls, Tommy (* 1961), schwedischer Kanute
- Karlsbader, Philipp (* 1990), österreichischer Schauspieler
- Karlsberg, Bernhard (1899–1985), deutsch-niederländischer Rechtsanwalt und Widerstandskämpfer gegen den Nationalsozialismus
- Karlsböck, Andreas (1960–2019), österreichischer Zahnarzt und Politiker (FPÖ), Abgeordneter zum Nationalrat
- Karlsbro, Karin (* 1970), schwedische Politikerin (Liberalerna), MdEP
- Karlsch, Horst (1929–1999), deutscher Fußballspieler
- Karlsch, Lukas (* 1995), deutscher Schauspieler
- Karlsch, Rainer (* 1957), deutscher Wirtschaftshistoriker, Mitarbeiter am Lehrstuhl für Wirtschafts- und Sozialgeschichte der Humboldt-Universität
- Karlsen, Finn (* 1952), grönländischer Politiker
- Karlsen, Hans-Jörg (* 1973), deutscher Prähistoriker
- Karlsen, Helga (1882–1936), norwegische Politikerin
- Karlsen, John (1919–2017), neuseeländischer Schauspieler
- Karlsen, Kjell Mørk (* 1947), norwegischer Komponist und Kirchenmusiker
- Karlsen, Maria (* 1971), dänische Schauspielerin
- Karlsen, Mimi (* 1957), grönländische Politikerin (Inuit Ataqatigiit) und Lehrerin
- Karlsen, Morten (* 1979), dänischer Fußballspieler
- Karlsen, Nikolaj (1920–1994), grönländischer Landesrat
- Karlsen, Rolf (1911–1982), norwegischer Komponist, Organist und Pianist
- Karlsen, Synnøve (* 1996), schottische Schauspielerin
- Karlsen, Tom Cato (* 1974), norwegischer Politiker
- Karlsen, Truls Ove (* 1975), norwegischer Skirennläufer
- Karlsen, Turid (* 1961), norwegische Opernsängerin (Sopran) und Professorin
- Karlsen, Yngvar (1920–2001), norwegischer Eisschnellläufer
- Karlson Martell, Pontus (* 1990), schwedischer Unihockeyspieler
- Karlson, Gunnar (* 1958), schwedischer Militär im Rang eines Generalmajors
- Karlson, Karl Ferdinand (1875–1941), estnischer Schriftsteller und Politiker
- Karlson, Peter (1918–2001), deutscher Chemiker
- Karlson, Phil (1908–1985), US-amerikanischer Regisseur
- Karlsruher, Jan, chilenischer Hals-Nasen-Ohren-Arzt und Honorarkonsul der Bundesrepublik Deutschland in Valparaíso, Träger des Bundesverdienstkreuzes
- Karlsson, Allan (1911–1991), schwedischer Skilangläufer
- Karlsson, Andreas (* 1975), schwedischer Eishockeyspieler
- Karlsson, Ann-Marie (* 1968), schwedische Skilangläuferin
- Karlsson, Anton (* 1990), schwedischer Skilangläufer
- Karlsson, Arne (* 1936), schwedischer Segler
- Karlsson, Bert (* 1945), schwedischer Unternehmer und Politiker, Mitglied des Riksdag
- Karlsson, Bo (* 1949), schwedischer Fußballschiedsrichter und -schiedsrichterfunktionär
- Karlsson, Carina (* 1963), schwedische Tennisspielerin
- Karlsson, Christer, schwedischer Skispringer
- Karlsson, Christina (* 1946), schwedische Eisschnellläuferin
- Karlsson, Conny (* 1953), schwedischer Fußballspieler
- Karlsson, Daniel (* 1973), schwedischer Jazzmusiker (Piano, Komposition)
- Karlsson, Einar (1908–1980), schwedischer Ringer
- Karlsson, Einar (1909–1967), schwedischer Fußballspieler
- Karlsson, Elisabeth (* 1967), schwedische Judoka
- Karlsson, Erik (* 1990), schwedischer Eishockeyspieler
- Karlsson, Erik Lennart (1918–2001), schwedischer Ökonom, Zentralbankgouverneur in Namibia
- Karlsson, Eva (* 1961), schwedische Kanutin
- Karlsson, Eva-Lena (* 1961), schwedische Skilangläuferin
- Karlsson, Evert (1920–1996), schwedischer Skispringer
- Karlsson, Ewert (1918–2004), schwedischer Künstler und Karikaturist
- Karlsson, Filip (* 2001), Schweizer Unihockeyspieler
- Karlsson, Fred (* 1946), finnischer Sprachwissenschaftler und Professor an der Universität Helsinki
- Karlsson, Fredrik (1985–2012), schwedischer Skilangläufer
- Karlsson, Frida (* 1999), schwedische SkilangläuferinFrida Karlsson (* 1999)

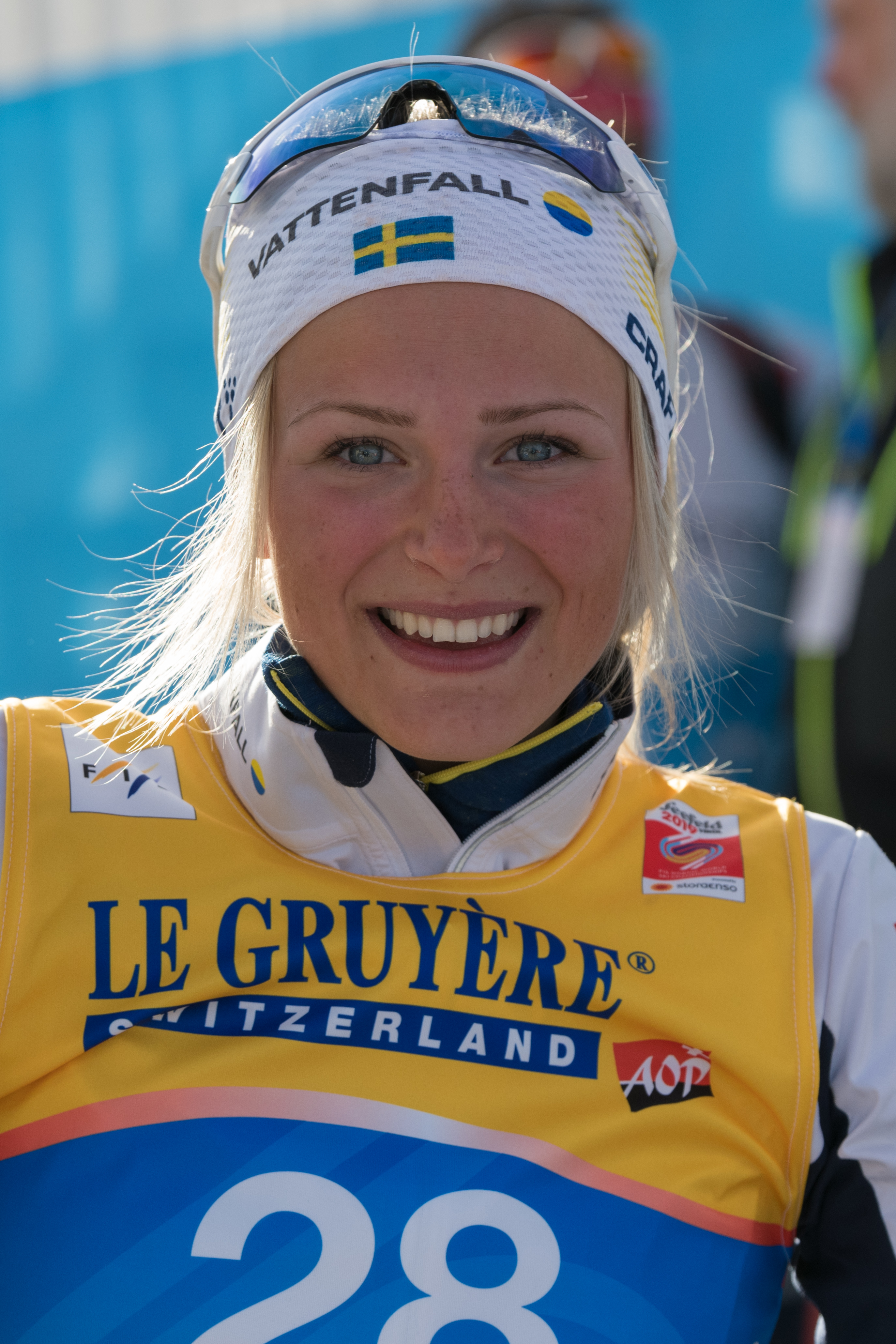
Frida Karlsson (* 1999)

- Karlsson, Göran (1937–2020), schwedischer Radrennfahrer
- Karlsson, Gustav (1909–1995), schwedischer Byzantinist
- Karlsson, Håkan (* 1958), schwedischer Radrennfahrer
- Karlsson, Henrik (* 1983), kasachisch-schwedischer Eishockeytorwart
- Karlsson, Herbert (1896–1952), schwedischer Fußballspieler
- Karlsson, Hjalmar (1906–1992), schwedischer Segler
- Karlsson, Holger (1935–2015), schwedischer Skispringer
- Karlsson, Irmtraut (* 1944), österreichische Soziologin und Politikerin (SPÖ), Abgeordnete zum Nationalrat, Mitglied des Bundesrates
- Karlsson, Jan (1940–2019), schwedischer Fußballspieler
- Karlsson, Jan (* 1945), schwedischer Ringer
- Karlsson, Jan (* 1966), schwedischer Radrennfahrer
- Karlsson, Jan O. (1939–2016), schwedischer Politiker
- Karlsson, Janne (* 1958), schwedischer Eishockeyspieler und -trainer
- Karlsson, Janne (* 1964), schwedischer Eishockeyspieler, -trainer und -funktionär
- Karlsson, Jenny (* 1975), schwedische Badmintonspielerin
- Karlsson, Jens (* 1982), schwedischer Eishockeyspieler
- Karlsson, Jesper (* 1998), schwedischer Fußballspieler
- Karlsson, Johan (* 1975), schwedischer Fußballspieler
- Karlsson, Jonas (* 1971), schwedischer Schauspieler und Schriftsteller
- Karlsson, Jonas (* 1973), schwedischer DJ und Musikproduzent
- Karlsson, Jurgen, schwedischer Poolbillardspieler
- Karlsson, Kalle (* 1981), schwedischer Sportjournalist und Fußballtrainer
- Karlsson, Kent (* 1945), schwedischer Fußballspieler und -trainer
- Karlsson, Kristian (* 1991), schwedischer TischtennisspielerKristian Karlsson (* 1991)

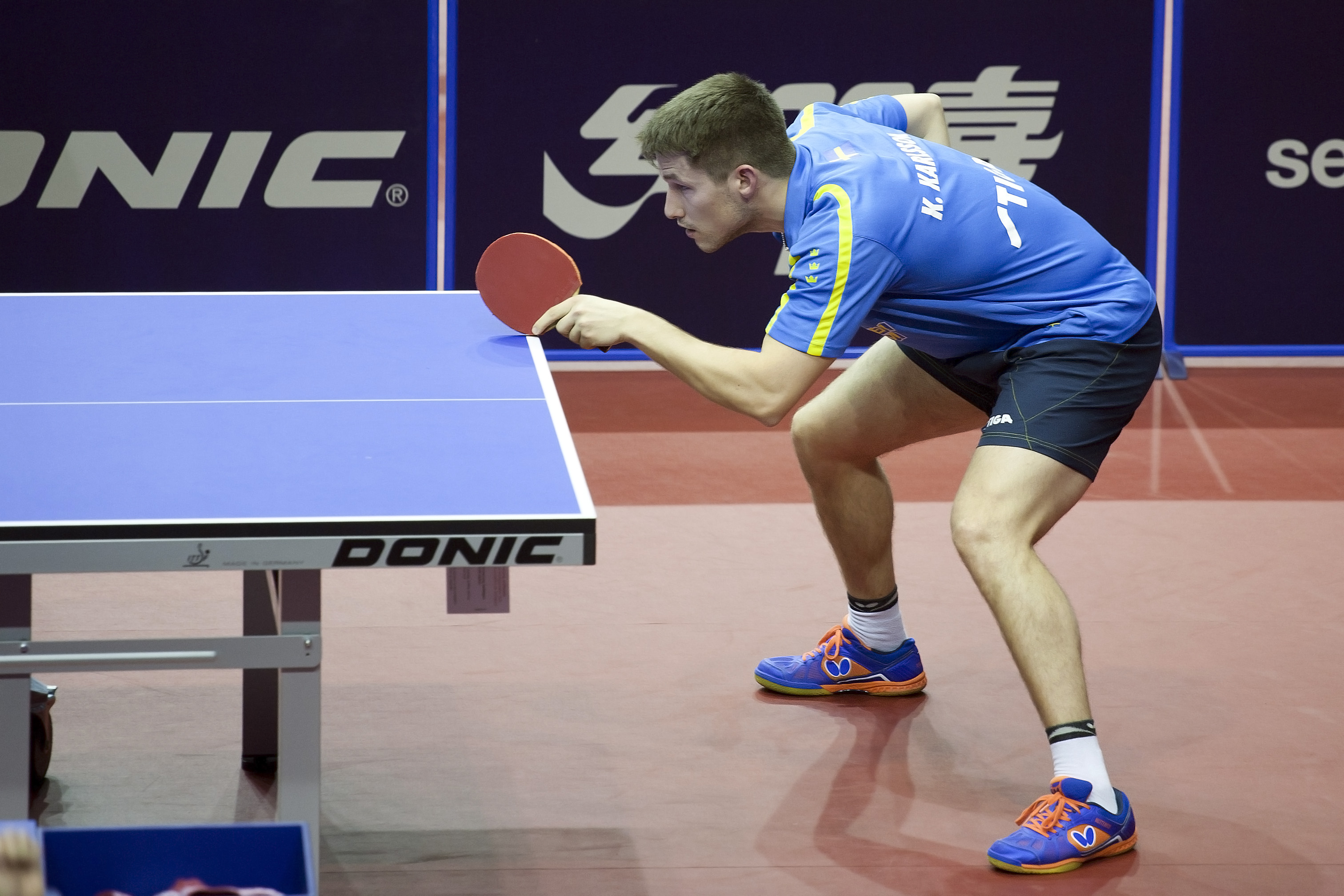
Kristian Karlsson (* 1991)

- Karlsson, Kristoffer (* 1984), schwedischer Fußballschiedsrichter
- Karlsson, Lars (* 1955), schwedischer Schachspieler
- Karlsson, Lars (* 1960), schwedischer Eishockeyspieler
- Karlsson, Leif (* 1952), schwedischer Fußballspieler
- Karlsson, Louise (* 1974), schwedische Schwimmerin
- Karlsson, Lovisa (* 1995), schwedische Regattaseglerin
- Karlsson, Lukas (* 1982), schwedischer Handballspieler und -trainer
- Karlsson, Maria (* 1978), schwedische Drehbuchautorin
- Karlsson, Marie (* 1963), schwedische Fußballspielerin
- Karlsson, Marika (* 1974), schwedische Fußballspielerin
- Karlsson, Markus (* 1972), schwedischer Fußballspieler
- Karlsson, Mathilda (* 1984), schwedisch-sri-lankische Springreiterin
- Karlsson, Melker (* 1990), schwedischer Eishockeyspieler
- Karlsson, Nicola (* 1974), deutsche Schriftstellerin
- Karlsson, Nils (1917–2012), schwedischer Skilangläufer
- Karlsson, Ove (1915–1982), schwedischer Fußballspieler
- Karlsson, Ove (* 1944), schwedischer Autor und Journalist
- Karlsson, Per (* 1986), schwedischer Fußballspieler
- Karlsson, Pernilla (* 1990), finnlandschwedische Sängerin
- Karlsson, Peter (* 1961), schwedischer Fußballspieler
- Karlsson, Peter (1966–1995), schwedischer Eishockeyspieler
- Karlsson, Peter (* 1969), schwedischer Tischtennisspieler
- Karlsson, Peter (* 1970), schwedischer Leichtathlet und Olympiateilnehmer
- Karlsson, Petter (* 1975), schwedischer Musher
- Karlsson, Pontus (* 1983), schwedischer Fußballspieler
- Karlsson, Rickard (* 1979), schwedischer Eishockeyspieler
- Karlsson, Rikke (* 1965), dänische Politikerin
- Karlsson, Robert (* 1969), schwedischer Golfportler
- Karlsson, Roger (* 1945), schwedischer Fußballspieler
- Karlsson, Sabiene (* 1962), schwedische Biathletin
- Karlsson, Sebastian (* 1995), schwedischer Handballspieler
- Karlsson, Simon (* 1993), schwedischer Eishockeyspieler
- Karlsson, Stefan (* 1981), schwedischer Snowboarder
- Karlsson, Stina (* 1961), schwedische Skilangläuferin
- Karlsson, Tobias (* 1981), schwedischer Handballspieler
- Karlsson, Tommy, schwedischer Skispringer
- Karlsson, Tord (1941–2017), schwedischer Skispringer
- Karlsson, Ulrika (* 1970), schwedische Fußballtorhüterin
- Karlsson, William (* 1993), schwedischer Eishockeyspieler
- Karlstad, Arnfinn (1932–2008), norwegischer Skispringer
- Karlstad, Geir (* 1963), norwegischer Eisschnellläufer
- Karlstadt, Liesl (1892–1960), deutsche Soubrette, Schauspielerin und KabarettistinLiesl Karlstadt (1892–1960)

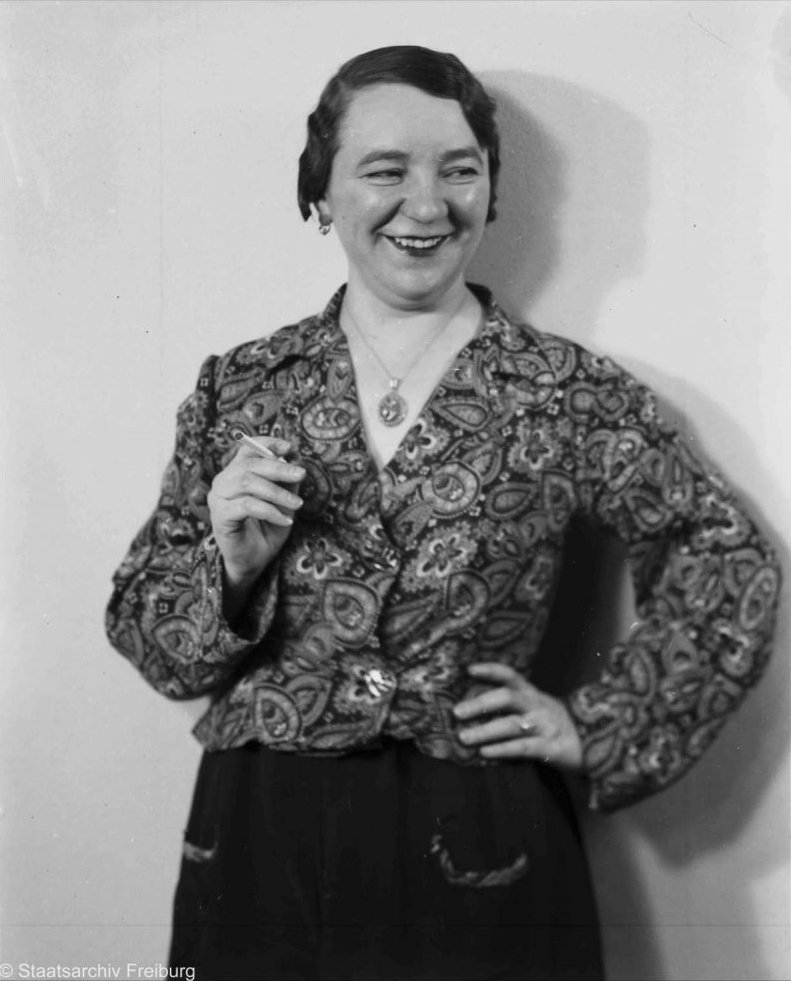
Liesl Karlstadt (1892–1960)

- Karlsteen, Arvid (1647–1718), schwedischer Medailleur, Münzer und Miniaturmaler
- Karlström, Ewa (* 1965), schwedisch-deutsche Filmproduzentin
- Karlström, Jesper (* 1995), schwedischer Fußballspieler
- Karlström, Lisa (* 1974), deutsche Schauspielerin
- Karlström, Perseus (* 1990), schwedischer Leichtathlet
- Karlström, Siv (* 1957), schwedische Leichtathletin
- Karlsvik, Atle T. (* 1957), norwegischer Konteradmiral

### Karlw
- Karlweis, Carl (1850–1901), österreichischer Autor
- Karlweis, Marta (1889–1965), österreichische Schriftstellerin
- Karlweis, Oskar (1894–1956), österreichischer Schauspieler

### Karlz
- Karlzon, Jacob (* 1970), schwedischer Jazzpianist und Komponist